# Geschichte der Pitcairninseln

Die Flagge der Pitcairninseln.

Die Geschichte der Pitcairninseln begann mit der Erstbesiedelung der aus zwei Inseln (Pitcairn, Henderson) und zwei Atollen (Ducie, Oeno) bestehenden Gruppe der Pitcairninseln in der geografischen Region Ozeanien im südlichen Pazifik durch Polynesier im 11. Jahrhundert, die etwa vierhundert Jahre andauerte. Nach einer Periode menschlicher Abwesenheit wurde die Hauptinsel Pitcairn nach der Ankunft von neun britischen Meuterern der HMS Bounty und ihrer neunzehn polynesischen Gefährten ab 1790 neu besiedelt. Die von ihnen abstammende Nachkommenschaft bewohnt die Insel mit ihrer einzigen Siedlung Adamstown seither durchgehend, mit zwei kurzen Unterbrechungen im 19. Jahrhundert.

## Polynesische Erstbesiedelung

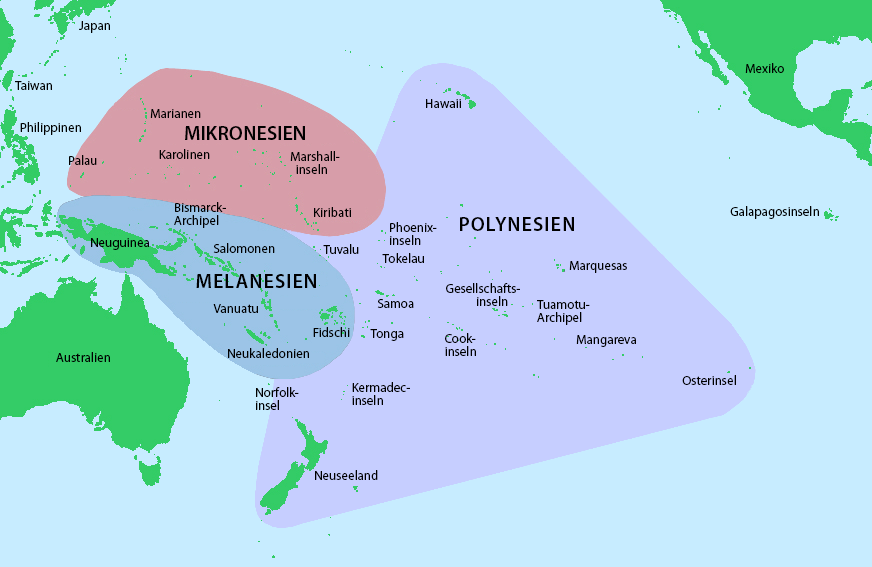
Der polynesische Siedlungsraum (violett) im Pazifik. Die nächstgelegene bewohnte Insel zu Pitcairn ist Mangareva.

Die etwa sechs Kilometer lange und zwei Kilometer breite Insel Pitcairn wurde vermutlich von Mangareva aus im Zuge der polynesischen Expansion im 11. Jahrhundert besiedelt. Bis etwa zur Mitte des 16. Jahrhunderts wurde die Insel offenbar aufgegeben, vermutlich nachdem eine Überbevölkerung zu einem reduzierten Nahrungsangebot geführt hatte. Relikte der Erstbewohner wie Steinwerkzeuge, Fundamente für Behausungen, Holzkohle und bearbeitete Standbildnisse aus Stein und Holz waren später von den Meuterern der Bounty aufgefunden worden, ebenso Ruinen von mindestens drei Kultplätzen (Marae). Eine auffällige Hinterlassenschaft sind die Felszeichnungen (Petroglyphe) an den Klippen im Südosten (Down Rope) von Pitcairn.

## Europäische Entdeckung
Vermutlich wurden Inseln der Pitcairngruppe erstmals 1606 von dem portugiesischen Seefahrer Pedro Fernández de Quirós gesichtet. Die von ihm „La Encarnación“ und „San Juan Bautista“ benannten und schnell in Vergessenheit geratenen Inseln waren wohl identisch mit dem Ducie-Atoll und der Henderson-Insel.
Die Hauptinsel Pitcairn wurde für die europäische Entdeckungsgeschichte erstmals am 2. Juli 1767 von dem britischen Seefahrer Philipp Carteret auf der HMS Swallow entdeckt. Er unternahm keinen Landgang, doch erkannte er sie als unbewohnt und benannte sie nach seinem Kadetten Robert Pitcairn, der die Insel zuerst gesichtet hatte. Allerdings unterlief ihm auch ein für den weiteren geschichtlichen Verlauf der Insel bedeutender Fehler, als er sie in Ermangelung eines Schiffschronometers auf einem falschen Längengrad (long. 133°21′ W.) verortete, weshalb sie in den kommenden fünf Jahrzehnten auf allen Seekarten etwa 200 Seemeilen westlich ihrer tatsächlichen Position verzeichnet wurde. Der berühmte Entdecker James Cook beabsichtigte auf seiner zweiten Pazifikreise 1773 die Insel anzusteuern, doch konnte er sie aufgrund dieses Fehlers nicht finden. Dieser sollte erst 1808 erkannt und nach 1814 in der Kartografie korrigiert werden.

## Britisch-tahitianische Neubesiedelung

### Vorgeschichte – Bounty-Meuterei und Siedlungsversuch auf Tubuai
Am 25. Oktober 1788 erreichte die Bounty mit insgesamt 45 Seemännern unter dem Kommando von Lieutenant William Bligh die Insel Tahiti mit der Mission hier Stecklinge des Brotfruchtbaums für den Weitertransport nach Jamaika zu erwerben. Weil sich diese Pflanze zur Zeit der Ankunft in der Ruhephase befand und Stecklinge deshalb nicht sofort zu ziehen waren, war die Besatzung zu einem mehrmonatigen Aufenthalt auf der Insel genötigt. In dieser Zeit ließ die allgemeine Disziplin nach und einige der Männer gingen Beziehungen zu einheimischen Frauen ein. Drei Männer desertierten vom Schiff und wurden nach ihrer Ergreifung entsprechend diszipliniert. Der Schiffsarzt starb auf der Insel, so dass bei der Abfahrt der Bounty gen Westen am 4. April 1789 nun nur noch 44 Mann an Bord verblieben. Südlich von Tofua kam es am Morgen des 28. April 1789 zur Meuterei mehrerer Besatzungsmitglieder unter der Führung des wachhabenden Offiziers, des Steuermannsmaats Fletcher Christian. Die Meuterer übernahmen die Kontrolle über das Schiff und setzten Bligh mit 18 ihm loyal gebliebenen Seemännern in der offenen Schiffsbarkasse aus. An Bord blieben 25 Mann zurück, von denen einige ebenfalls loyal geblieben waren, aber wegen des Platzmangels in der Barkasse auf dem Schiff zurückbleiben mussten.
Die Meuterer steuerten zuerst Tubuai an, doch ein Landgang scheiterte hier am Widerstand der einheimischen Polynesier, die nur unter Gewehr- und Kanonenbeschuss von der Küste ferngehalten werden konnten. So entschloss man sich zur Rückfahrt nach Tahiti, um dort neuen Proviant und ortskundige Dolmetscher aufzunehmen. Einige der Männer wollten zudem ihre dort zurückgelassenen Gefährtinnen an Bord nehmen. Am 6. Juni 1789 erreichten sie wieder die Matavai-Bucht. Dem örtlichen Stammeshäuptling logen sie vor, dass sie auf Kapitän Cook getroffen und von diesem mit der Errichtung einer Siedlung auf Tubuai beauftragt worden, wofür sie in seinem Auftrag nach Tahiti gekommen seien um Vorräte und Unterstützung zu erbeten. Unter anderem mit Schweinen, Ziegen, Geflügel, ein paar Hunden und Katzen, einen Bullen und einer Kuh sowie mit Saatgut neu verproviantiert, wurde am 16. Juni die Fahrt nach Tubuai aufgenommen. Mit achtundzwanzig Tahitianern (siebzehn Männer, zehn Frauen, ein Mädchen) verstärkt, segelten die Briten nach Tubuai zurück, vor dessen Küste sie am 10. Juli die Bounty auf ein Riff setzten und an Land gingen, wo sie sogleich mit dem Bau einer befestigten Siedlung anfingen, die sie Fort George nannten. Hier soll es unter den Meuterern zu ersten Unstimmigkeiten gekommen sein, als sich einige von ihnen für ein Abwracken der Bounty aussprachen, da diese für jedes vorbeifahrende Schiff die Anwesenheit der Meuterer zu erkennen gebe. Aber vor allem Christian sprach sich gegen dieses Vorhaben aus, da das Schiff auch ihre einzige Fluchtmöglichkeit darstellte. Bestätigt wurde seine Annahme vom Auftreten der in drei Stämme unterteilten einheimischen Insulaner. Zwei von ihnen waren gegen den dritten alliiert, mit dem wiederum die Meuterer eine Verteidigungsallianz schlossen. Am 13. September 1789 kam es zum Kampf mit den feindlich gesinnten Einheimischen, von denen sechzig Männer und sechs Frauen getötet worden sein sollen, während unter den Meuterern nur ein Verletzter zu verzeichnen war.

### 1789/90 – Fahrt der Meuterer nach Pitcairn

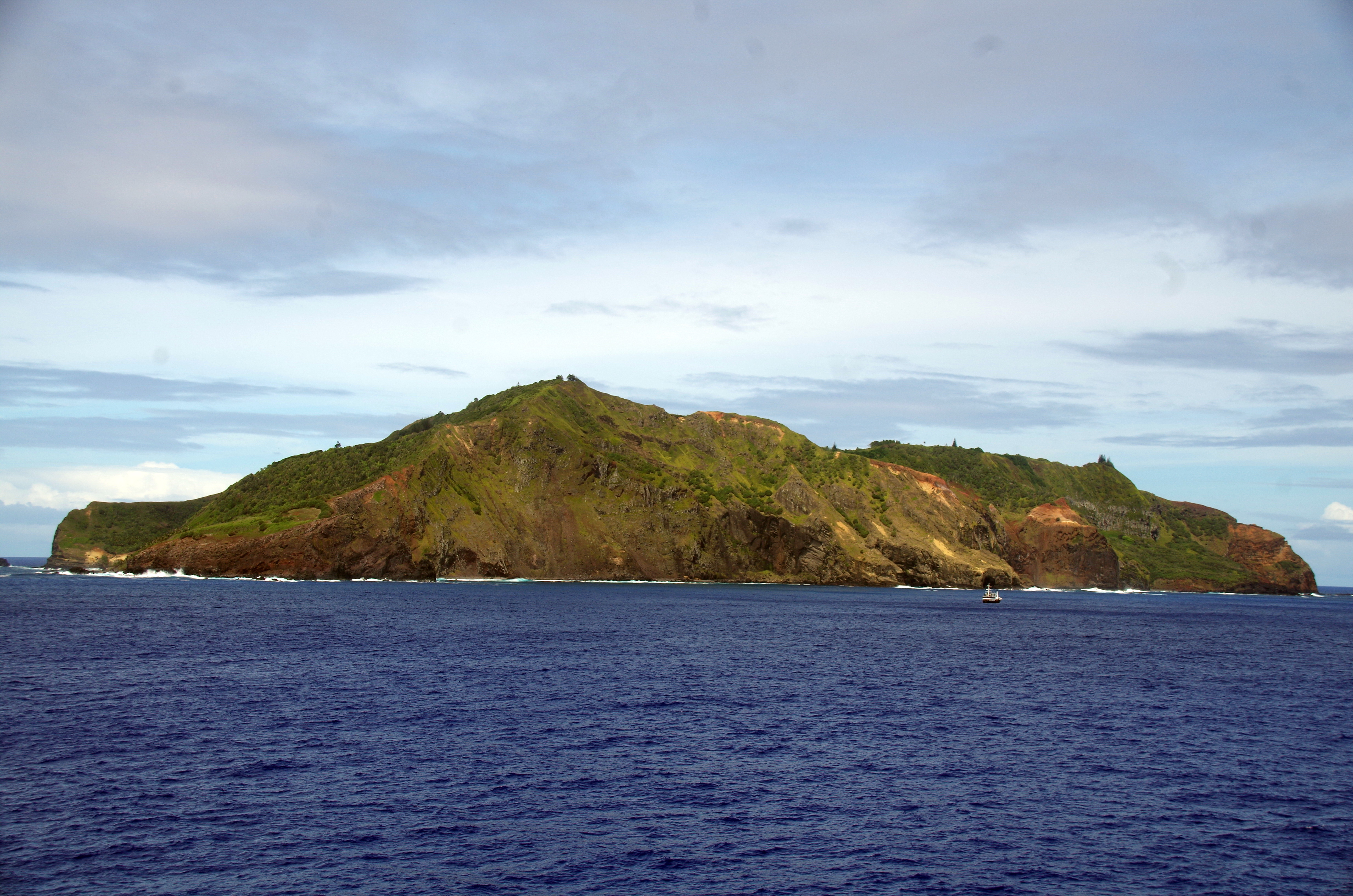
Blick auf Pitcairn, 2017.

Trotz des Abwehrerfolges gelangten die Meuterer zu der Erkenntnis, dass ein dauerhafter Verbleib auf Tubuai unter diesen Umständen aussichtslos war und man entschied sich zur Rückkehr nach Tahiti. Vor der Abfahrt von Tubuai wurden zwei einheimische Männer, ein Onkel mit seinem Neffen, und eine Frau an Bord aufgenommen, die zu jenen Stamm gehörten, mit denen die Meuterer eine Allianz eingegangen waren. Während der Rückfahrt fasste Christian den Entschluss, den nächsten Siedlungsversuch auf einer unbewohnten Insel zu unternehmen. Doch nicht alle Meuterer waren bereit, ihm dabei zu folgen. Als die Bounty am 22. September 1789 wieder in der Matavai-Bucht vor Tahiti einfuhr, gingen sechzehn Männer an Land, während nur Christian und acht Meuterer an Bord blieben. Stattdessen nahm er weitere Frauen auf, vorgeblich um diese in den folgenden Tagen zu einer anderen Liegestelle von Tahiti zu transportieren. Noch am selben Tag bei Einbruch der Dunkelheit, als die Frauen unter Deck das Abendessen nahmen, ließ Christian die Ankertaue kappen und Kurs auf die offene See setzen. Als die Frauen an Bord bemerkten, dass sie von Tahiti wegfuhren, sprang eine von ihnen etwa eine Meile vor der Küste über Bord, um an Land zurück zu schwimmen. Von Tahiti aus wurde die Bounty von dem Bootsmannsmaat James Morrison das letzte Mal in den Mittagsstunden des 23. September 1789 von Pointe Vénus aus mit Kurs Nordwest segelnd gesehen. Von diesem Datum an hatte die britische Admiralität für die folgenden fast zwanzig Jahre keine weitere Kenntnis zum Verbleib ihres Schiffes.
Neben der Entführung weiterer Frauen dürfte Christian mit diesem Coup eine Aufteilung der Vorräte und Ausrüstungsgegenstände mit jenen auf Tahiti zurückgebliebenen Meuterern zu vermeiden beabsichtigt haben. Über die folgende Fahrt nach Pitcairn liegen die Berichte zweier Beteiligter vor, des Meuterers John Adams (alias „Alexander Smith“) und der Tahitianerin Teehuteatuaenoa (alias „Jenny“), die beide stark voneinander abweichen.
Laut Adams hätten einige der Meuterer die nordöstlich liegenden Marquesas-Inseln als nächstes Ziel favorisiert, doch habe Christian dem widersprochen. Angeblich habe dieser den Bericht Carterets zur Entdeckung der Insel Pitcairn gekannt und daher gewusst, dass diese unbewohnt war. Nach nur wenigen Tagen Fahrtzeit habe man die Insel schließlich erreicht. Diese Aussagen wurden allerdings erst 36 Jahre später im Beisein von Frederick W. Beechey getätigt während dessen Aufenthaltes auf Pitcairn im Dezember 1825. Und damit mehrere Jahre nach Ankunft von Mayhew Folger im Jahre 1808, der damals als erster bekannter Seefahrer die falsche Lokalisierung der Insel durch Carteret erkannt hatte. Ihm gegenüber hatte Smith damals nichts von dem Fehler Carterets zu berichten gewusst, dessen Namen er offenbar genauso wenig kannte wie den von der Insel, auf der er seit Jahren lebte. Erst 1814 wusste Adams den Seefahrern Thomas Staines und Philip Pipon zu berichten, dass schon Christian die Insel als Pitcairn identifiziert habe („Fletcher Christian certainly considered it to be Pitcairn“). Auch seine wiederholte Behauptung von einer nur wenige Tage dauernden Fahrt („They reached it not many days afterwards“) erscheint widersprüchlich zu dem von ihm genannten Datum des 23. Januar 1790, an dem „nach nur wenigen Tagen Liegezeit“ die Bounty abgebrannt wurde. Waren doch bis dahin seit Abfahrt von Tahiti bereits vier Monate vergangen gewesen. Es erscheint also als unsicher, dass Christian von einer unkorrekten Lage Pitcairns wusste, und die Seereise dorthin tatsächlich eher einer Irrfahrt und ihre vermeintliche Wiederentdeckung durch ihn eher einem glücklichen Zufall gleicht. So suggerieren es jedenfalls die zwischen 1819 und 1826 in australischen Publikationen veröffentlichten Berichte von Teehuteatuaenoa (alias „Jenny“), die lange vergessen waren und erst nach ihrer Wiederentdeckung Mitte des 20. Jahrhunderts eine stärkere Berücksichtigung in der Bounty-Forschung fanden. Bis dahin wurde sich allein auf die an die Londoner Admiralität gerichtete Berichterstattung gestützt, die nur die Aussagen von Adams/Smith kannte. Der Erzählung Teehuteatuaenoas folgend beschrieb auch Otto von Kotzebue das Auffinden Pitcairns durch Christian als einen Zufall („Nachdem sie mehrere Wochen auf der See herumgeirrt waren, kamen sie zufällig zu der von Carteret 1767 entdeckten Pitcairninsel…“).
Nach Teehuteatuaenoa erreichte die Bounty am Tag nach dem Ablegen von Tahiti das Tetiaroa-Atoll und einige der Frauen baten darum, zu ihrer Heimatinsel zurückgebracht zu werden. Darauf ging man Kurs Südwest, um Moorea (Eimeo) anzusteuern, etwa 15 Kilometer westlich von Tahiti, wo Einheimische auf einem Kanu sechs der Frauen aufnahmen, um sie zu ihrer Heimat zurück zu transportieren. Alle an Bord verbleibenden Personen, 28 an der Zahl, scheinen dies freiwillig getan zu haben. Neben den neun britischen Meuterern waren dies sechs polynesische Männer, von denen zwei von Tubuai und vier von Tahiti aufgenommen wurden. Einer der von Tahiti stammte ursprünglich von Raiatea. Die Frauen waren zwölf an der Zahl, elf aufgenommen von Tahiti und eine von Tubuai. Eine der von Tahiti stammte ursprünglich von Huahine. Neun der Frauen waren die Gefährtinnen der Meuterer, während die anderen drei zu den Polynesiern gehörten. Eine der Frauen führte zudem ein etwa einjähriges Mädchen mit, dessen leiblicher Vater aber ein Tahitianer gewesen war.
| Die 28 Originalsiedler von Pitcairn – Die Namen der polynesischen Personen sind in den Schreibweisen wiedergegeben, in denen sie in den Berichten von Teehuteatuaenoa („Jenny’s Account’s“) und dem Journal von Edward Young („Adams Account“) verwendet werden. |                                                                                      |                                                                         |
| Männer | Frauen                                                                               | Kinder                                                                  |
| Fletcher Christian (* 25. September 1764 in Brigham, ⚔ 20. September 1793 auf Pitcairn) | Mauatua, alias „Isabella“ (* ca. 1765 auf Tahiti, † 19. September 1841 auf Pitcairn) |                                                                         |
| Edward Young (* ca. 1762 auf St. Kitts, † Dezember 1800 auf Pitcairn) | Teraura, alias „Susannah“ (* ca. 1775 auf Tahiti, † 15. Juli 1850 auf Pitcairn)      |                                                                         |
| John Mills (* 1749 in Aberdeen, ⚔ 20. September 1793 auf Pitcairn) | Vahineatua (* auf Tahiti; † ~1800–1804 auf Pitcairn)                                 |                                                                         |
| William McCoy (* ca. 1762 in Schottland, † 1797 auf Pitcairn) | Teio, alias „Mary“ (* auf Tahiti, † 14. März 1829 auf Pitcairn)                      | „Sully“ / „Sarah“ (* März 1789 auf Tahiti, † 7. März 1826 auf Pitcairn) |
| William Brown (* ca. 1762, ⚔ 20. September 1793 auf Pitcairn) | Teatuahitea (* auf Tahiti, † ~1799–1814 auf Pitcairn)                                |                                                                         |
| John Williams (* 1761, ⚔ 20. September 1793 auf Pitcairn) | Faahotu (* auf Tahiti, † 1790 auf Pintcairn)                                         |                                                                         |
| Isaac Martin (* 1759, ⚔ 20. September 1793 auf Pitcairn) | Teehuteatuaenoa, alias „Jenny“ (* auf Tahiti, † ~1824–31 auf Tahiti)                 |                                                                         |
| Matthew Quintal (* 3. März 1766 in Padstow, ⚔ 1799 auf Pitcairn) | Tevarua (* ca. 1774 auf Tahiti, † 1799 auf Pitcairn)                                 |                                                                         |
| John Adams, alias „Alexander Smith“ (* 4. Dezember 1767 in Stamford Hill, † 5. März 1829 auf Pitcairn) | Obuarei (* auf Tahiti, † 1790 auf Pitcairn)                                          |                                                                         |
| Tararo / Talalo / Tallalo (* auf Raiatea, ⚔ 1791 auf Pitcairn) | Toofaiti, alias „Nancy“ (* auf Huhaine, † 9. Juni 1831 auf Tahiti)                   |                                                                         |
| Teimua / Timoa (* auf Tahiti, ⚔ September 1793 auf Pitcairn) | Mareva, alias „Prudence“ (* auf Tahiti, † 29. April 1831 auf Tahiti)                 |                                                                         |
| Manarii / Manalii / Menalee (* auf Tahiti, ⚔ September 1793 auf Pitcairn) | Mareva, alias „Prudence“ (* auf Tahiti, † 29. April 1831 auf Tahiti)                 |                                                                         |
| Niau / Nehow (* auf Tahiti, ⚔ 3. Oktober 1793 auf Pitcairn) | Mareva, alias „Prudence“ (* auf Tahiti, † 29. April 1831 auf Tahiti)                 |                                                                         |
| Titahiti / Tetaheite (Tenina) (* auf Tubuai, ⚔ 3. Oktober 1793 auf Pitcairn) | Tinafanaea (* auf Tubuai, † ~1799–1814 auf Pitcairn)                                 |                                                                         |
| Oha / Oher / Oopee (* auf Tubuai, ⚔ 1791 auf Pitcairn) | Tinafanaea (* auf Tubuai, † ~1799–1814 auf Pitcairn)                                 |                                                                         |

Von Moorea wurde die Fahrt offenbar westwärts fortgesetzt zu einer Insel namens „Purutea“, deren Identifikation heute unklar ist, die aber wohl zu den Cookinseln gehörte. Ein Landgang wurde nicht unternommen, aber Einheimische auf Kanus versorgten sie mit Kokosnüssen, Yams und einem Schwein. Einer der Einheimischen kam an Deck und zeigte sich an Christians mit Muschelschalen bestickter Jacke interessiert, der sie ihm bereitwillig schenkte. Als der Einheimische das Geschenk seinen im Kanu wartenden Leuten präsentierte, wurde er von einem der Meuterer erschossen und fiel über Bord, worauf die Einheimischen schnell zu ihrer Insel zurückruderten. Christian soll über diese Tat in Wut geraten sein, sei aber aufgrund einer schwindenden Autorität den Anderen gegenüber außerstande gewesen, den Täter zu bestrafen. In den nächsten Tagen passierten sie Tongatapu, wo ein weiterer Kontakt und Austausch mit Einheimischen stattfand. Hier erinnerte man sich noch an Kapitän James Cook und die Meuterer erhielten einen gehörnten Bock von jenen Ziegen, die der Entdecker einst hier zurückgelassen hat. In dieser Region segelten sie zwischen zwei Bergen (wohl Hunga Tonga-Hunga Haʻapai) hindurch, wo starke Winde eine Anlandung verhinderten. Auf einer anderen Insel gelang ein Landgang, doch als sich diese als bewohnt herausstellte, entschloss man sich zu keinem Verbleib. Nun den Kurs in entgegen gesetzter Richtung nach Osten einschlagend, wurde für die folgenden zwei Monate keine Insel mehr gesehen und auch der Kontakt zu Einheimischen brach ab. Unter den Männern machte sich Unzufriedenheit breit und einige erwogen eine Rückkehr nach Tahiti. Bevor eine Entscheidung getroffen werden musste, wurde zur Erleichterung aller eines Tages im Januar 1790 bei einsetzender Dunkelheit eine Insel gesichtet. Ob Christian in diesen zwei Monaten bewusst auf dem von Carteret korrekt genannten Breitengrad (lat. 25° S.) segelte, der ihn unweigerlich zu Pitcairn geführt hätte, bleibt spekulativ.

Karte von Pitcairn.

Aufgrund der starken Brandung an allen Küstenabschnitten gestaltete sich die Suche nach einer geeigneten Landestelle schwierig. Tatsächlich existierte an der von Felsen gesäumten Küste keine Stelle, an der ein sicheres Anlanden garantiert werden konnte. Erst am dritten Tag, als der Wellengang etwas ruhiger erschien, konnten Christian, Williams, Brown, McCoy und die drei Tahitianer-Männer an Land gehen, um die Insel zu erkunden. Sie fanden sie unbewohnt doch mit deutlichen Spuren einer früheren Besiedlung durch Polynesier. Hier wuchs der Kokosbaum und die Brotfrucht und in den Klippen brüteten Seevögel. Die Topografie war zwar gebirgig und dicht bewaldet aber geeignet für eine landwirtschaftliche Nutzung. Als Versteck schien die Insel für die Meuterer ideal, konnten sie sich hier bei Sichtung von Schiffen dank der Bäume ungesehen ins Innere zurückziehen. Am zweiten Tag nach dem Landgang kamen die Männer wieder an Bord und Christian setzte die Bounty in der später nach ihr benannten Bucht an der Nordostseite auf einen Felsen, worauf die Passagiere unter Mitnahme des Proviants und Nutzviehs (Schweine, Ziegen, Geflügel) an Land übersetzen konnten. Zu den Ausrüstungsgegenständen, die mitgenommen wurden, gehörten die Beiboote, der Kompass, der K2-Chronometer, die Schiffsglocke, Gewehre und Pistolen samt Pulver, ein Pflug, ein Kupferkessel (der 1797 zur Destillation und 1825 als Musikinstrument genutzt wurde), die Schiffsbibel und dazu noch die Bücher von Lieutenant Bligh. Erneut brach unter den Meuterern ein Disput um den Verbleib der Bounty aus, die vor allem Christian weiter erhalten wollte. Doch offenbar konnte er sich nicht durchsetzen, da schon Holz und Eisennägel von der Schiffsbeplankung demontiert wurden. Am 23. Januar 1790 legten schließlich Quintal und zwei weitere Männer an verschiedenen Stellen an Bord Feuer, worauf das Schiff in der Landungsbucht vollständig abbrannte. Einige der Meuterer sollen bei diesem Anblick in Tränen ausgebrochen sein, war ihnen doch unmissverständlich bewusst geworden, dass sie ihre Heimat nie mehr wiedersehen würden.

## Zeit der Isolation

### 1791 – Erster Konflikt zwischen britischen und polynesischen Siedlern
Im ersten Jahr auf Pitcairn errichteten die Neusiedler abseits der Küste zwischen den Bäumen erste Behausungen und begannen Gärten für die Kultivierung von Süßkartoffeln, Bananen, Ananas, der Brotfrucht, Taro und Yams anzulegen. Später bauten sie in höheren Lagen weitere Hütten als Sommerresidenzen zum Genuss der milden Brise des Südpazifiks. Christian befestigte für sich eine Höhle (Christian’s Cave) als Beobachtungspunkt und letzten Rückzugsort zur Verteidigung, sollte die britische Marine ihn hier doch aufspüren. Es gab zwei Süßwasserquellen, die später zu Brunnen ausgebaut wurden. Der nutzbare Boden wurde unter den neun Meuterern aufgeteilt, während die sechs Polynesier nichts erhielten. Damit wurde eine soziale Ordnung implementiert, in der den polynesischen Männern die Stellung von unterprivilegierten Dienern zugeschrieben wurde. Von den Briten wurden sie auch nur als „Schwarze“ (Blacks) bezeichnet, wie sie umgekehrt von ihnen als „Weiße“ (Whites) bezeichnet wurden. An einem Donnerstag im Oktober desselben Jahres gebar Christians Gefährtin einen Sohn als ersten gebürtigen Pitcairner, der Thursday October Christian genannt und von Williams getauft wurde. Allerdings starben ebenfalls schon im ersten Jahr zwei der Frauen. Faahotu, die Gefährtin von Williams, nach einem Skorbut-Befall an ihrem Nacken und Obuarei, die Gefährtin von Smith, die beim Sammeln von Vogeleiern von den Klippen in den Tod stürzte.

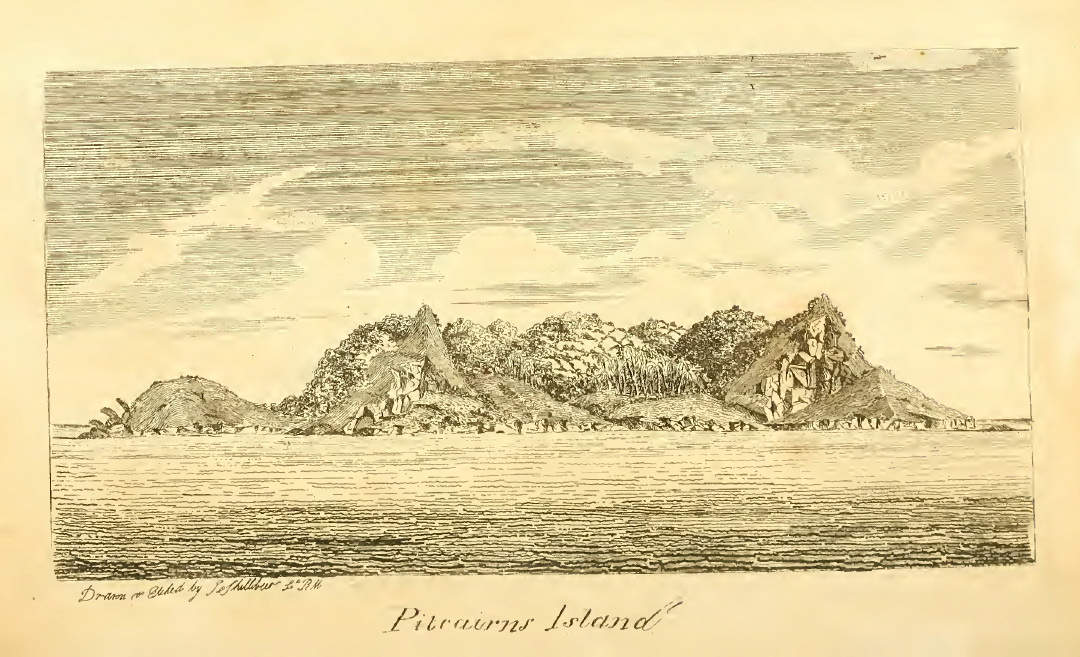
„Pitcairns Island“ – John Shillibeer, 1817.

Der Tod der Frauen löste indirekt den ersten tödlichen Konflikt zwischen den Briten und den Polynesiern auf der Insel aus. Als Waffenmeister (Armourer) in der Feldarbeit ungelernt, begann sich Williams zunehmend nutzlos zu fühlen. Nachdem er mehrfach versuchte, seine acht Kameraden zur Rückreise nach Tahiti auf den Booten zu überreden, diese das aber ablehnten, beanspruchte er eine der drei Frauen der Polynesier als neue Gefährtin für sich. Das Los fiel auf Toofaiti, die Gefährtin von Tararo. Und nachdem entschieden wurde, dass auch Tinafanaea, die Gefährtin der Tubuaier, an Smith vergeben werden sollte, eskalierte die Lage. Der darüber erzürnte Tararo floh aus der Siedlung in die Berge. Die anderen fünf Polynesier schmiedeten darauf einen Plan zur Ermordung der Weißen. Allerdings begingen sie den Fehler, auch die vergebene Toofaiti darin einzuweihen, die aber ihre „Vergabe“ an den neuen Partner wohl akzeptiert hatte. Bei einem gemeinsamen Beisammensitzen sang sie ein selbst gedichtetes Lied, dessen Zeilen eine verdeckte Botschaft enthielt („Why does black man sharpen axe? To kill white man.“), die von Christian richtig interpretiert wurde. Der beabsichtigte darauf die Loyalität des ältesten der Polynesier, Oha, zu prüfen. Unter dem Vorwand, mit ihm verwilderte Schweine jagen zu gehen, gab er ihm eine nur mit Pulver geladene Pistole. Wie erwartet richtete Oha die Waffe sogleich gegen Christian, doch verschoss er lediglich das Pulver. Seinen Fehler erkannt, flüchtete Oha zu Tararo in die Berge. Tararo wiederum kehrte darauf im Schutz der Dunkelheit in die Siedlung zurück, um die ihm genommene Gefährtin zu holen und sie in sein Versteck (Talaloo’s Ridge) zu bringen. Die vier zurückgebliebenen Polynesier, nun in Angst vor einer Bestrafung durch die überlegenen Briten, gelobten ihren Gehorsam, den sie mit dem Mord an den zwei Geflohenen unter Beweis stellen sollten. Oha wurde von seinem Neffen Titahiti aufgespürt und erschossen, Tararo in seinem Versteck von den Anderen erschlagen, angeblich auch unter Mithilfe seiner ehemaligen Gefährtin Toofaiti. Diese Ereignisse haben sich vermutlich zu Beginn des Jahres 1791 zugetragen.
Am 16. März 1791 hatte Kapitän Edward Edwards (HMS Pandora) auf seiner Jagd nach den Bounty-Meuterern die Pitcairngruppe passiert und dabei das Ducie-Atoll entdeckt. Pitcairn selbst blieb ihm verborgen.

### 1793 – Massaker
Darauf kehrte für zwei Jahre eine oberflächliche Ruhe ein. Die Knechtschaft mit einer entsprechend entwürdigenden Behandlung der vier verbliebenen Polynesier seitens der Briten wurde nicht mehr geleugnet. Besonders Quintal und McCoy sollen ihnen gegenüber besonders aggressiv aufgetreten sein. Als Manarii ein Schwein von McCoy stahl, wurde er dafür ausgepeitscht. Der Diebstahl von Yams durch Teimua wurde von einer der Frauen verraten, worauf auch dieser durch Schläge bestraft wurde.
Die Polynesier fassten den Entschluss zur erneuten Erhebung gegen ihre Unterdrücker, so wie diese sich drei Jahre zuvor ihrer Unterdrückung durch Bligh entgegengestellt hatten. Doch die Polynesier beabsichtigten erneut die Ermordung aller Weißen, wobei ihnen deren Unbedachtheit in die Hände spielte. Von den einst mitgeführten Schweinen waren schnell die ersten entflohen, haben sich binnen der drei Jahre auf der Insel rasend vermehrt und beschädigten seither die angelegten Plantagen. Um ihren Bestand zu reduzieren, hatten die Briten die Polynesier im Umgang mit Gewehren und Pistolen geschult, damit diese die Jagdarbeit verrichten konnten. So besorgten sich Teimua und Niau am 20. September 1793 Gewehre vorgeblich für die Schweinejagd, doch legten sie sich abseits der Siedlung auf Lauer. Titahiti ging zu Williams, um sich von diesem ein Gewehr zu besorgen. Kaum hatte er es geladen, erschoss er den ahnungslosen Williams, als der gerade an einer neuen Umzäunung seines Gartens arbeitete. Der Schuss wurde vom benachbarten Martin gehört, doch glaubte dieser, dass ein Schwein erlegt worden sei.
Darauf begab sich Titahiti zu Christians Haus, der dort gerade mit Mills, McCoy und Manarii in seinem Garten arbeitete. Der eingeweihte Manarii lockte Mills und McCoy von Christian fort, vorgeblich um mit ihnen das erlegte Schwein zu bergen. Kaum waren sie außer Sicht, schoss Titahiti Christian in den Rücken und schlug ihm anschließend mit einer Axt den Schädel ein. Nach der Tat schloss Titahiti zu Manaii, Mills und McCoy auf und teilte Letzterem mit, dass die anderen zwei Polynesier gerade dessen Haus plündern würden. Sofort rannte McCoy zu seinem Haus und kaum hatte er es betreten, wurde durch die dort auf ihn wartenden Teimua und Niau ein Schuss auf ihn abgefeuert, der ihn allerdings verfehlte. Daraufhin rannte McCoy zurück zu Mills, um ihn zu warnen, doch dieser wähnte sich in Freundschaft mit den Polynesiern und nahm die Warnung nicht ernst. Darauf rannte McCoy weiter zu Christians Haus, diesen davor tot auffindend, worauf er weiter in die Berge floh. Der nun allein zurückgelassene Mills wurde von Titahiti und Manarii überwältigt und erschlagen. Beide wandten sich nun gegen Martin, auf den sie schossen. Verletzt konnte dieser zu Brown fliehen, doch seine Verfolger holten ihn hier ein und töteten ihn mit einem zweiten Schuss. Titahiti richtete seine Waffe darauf gegen Brown, doch weil dieser in den vorangegangenen Jahren von allen Briten gegenüber den Polynesiern am freundlichsten aufgetreten war, wollte er sein Leben verschonen und schoss deshalb nur mit Pulver auf ihn, worauf sich Brown totstellen sollte. Doch beging dieser darauf den Fehler, zu früh zur Flucht aufzustehen, was Manaii bemerkte und ihn tötete. Nach unterschiedlicher Darstellung geschah dies durch einen Schuss in den Rücken oder mittels eines Axthiebs.
Inzwischen war nun auch Quintal von der Gefahr alarmiert, der seine Frau damit beauftragte, Smith zu warnen, während er selbst die Flucht in die Berge aufnahm. Smith befand sich ebenfalls gerade bei der Arbeit in seinem Garten und hatte die Schüsse nicht gehört, weshalb er die Warnung zunächst ungläubig aufnahm. Auf dem Weg zu Quintals Haus lief er zwei der Polynesier über den Weg, deren Aussehen Verdacht bei ihm weckte. Sofort floh auch er in die Wälder. Der einzige, der zurückblieb, war Young, vor dem sich allerdings die Frauen stellten und so seine Tötung verhinderten. Sie alle wurden zu Christians Haus gebracht. Nach ein paar Stunden glaubte Smith die Lage beruhigt und traute sich im Schutz der Dunkelheit aus dem Wald, um sich in seinem Haus mit Proviant zu versorgen. Doch wurde er hier von den Polynesiern erwartet, die auf ihn schossen, doch der Schuss streifte ihn am Hals, worauf er niedergeschlagen wurde. So gefangen genommen wurde auch er zu Young und den Frauen in Christians Haus gebracht.
Im Glauben, den Kampf gegen die nun zahlenmäßig mit ihnen gleichgestellten Weißen schon gewonnen zu haben, waren nun die Polynesier in Unachtsamkeit verfallen. Nachdem sie eine Aufteilung der Grundstücke der Weißen vereinbart hatten, gerieten sie nach nicht einmal einer Woche über die Aufteilung der Frauen der Getöteten in einen Streit, der in der Erschießung von Teimua, der gerade die singende Teraura auf einer Flöte begleitete, durch Manaii mündete. Dessen anschließender Versuch, auch Titahiti zu erschießen, scheiterte am überraschenden Widerstand der Frauen, worauf nun Manaii in die Berge zu Quintal und McCoy floh. Dank der mit sich geführten Gewehre (er hatte drei Schüsse auf Teimua abgegeben) nahmen diese ihn in ihrem Versteck auf, wenn auch ohne jedes Vertrauen. Nun bewaffnet gingen Quintal und McCoy auf einen Bergrücken in Sichtweite zur Siedlung in Stellung und gaben eine Salve ab. Die dadurch verunsicherten Titahiti und Niau schickten deshalb zwei der Frauen mit einem Friedensangebot zu ihnen, wonach sie in die Siedlung zurückkehren und in Frieden miteinander leben könnten, wenn sie zuvor Manaii töten würden. Tatsächlich erschossen Quintal und McCoy darauf Manaii, doch kehrten sie nicht in die Siedlung zurück. Titahiti und Niau unternahmen darauf eine Jagd auf die beiden Flüchtigen und glaubten einen von diesen nach einem Schusswechsel verwundet zu haben.
In Christians Haus ist unter den Frauen inzwischen Trauer ob des Verlustes ihrer Männer ausgebrochen, die bald von einem Wunsch nach Rache verdrängt wurde. Eine der Frauen bot sich an, in die Berge zu gehen, um festzustellen, ob einer der flüchtigen Weißen wirklich verwundet war. Tatsächlich aber beabsichtige sie, Quintal und McCoy zur heimlichen Rückkehr am Morgen des folgenden Tages zu bewegen, um die beiden letzten Polynesier zu töten. Beide stimmten dem Plan zu, erschienen jedoch nicht zum verabredeten Zeitpunkt. Also schmiedeten die Frauen mit Young und Smith denselben Plan. Als Titahiti im Haus zur Mittagsstunde eingeschlafen war, nahm Teraura (alias „Susannah“) ein Beil und schlug ihm den Schädel ein. Darauf nahm Young dessen Gewehr und erschoss den ahnungslos abseits des Hauses sitzenden Niau, welcher der letzte und vermutlich auch der jüngste der sechs Polynesier war. Young und Smith schickten darauf eine der Frauen zu Quintal und McCoy, um ihnen den Tod der beiden letzten Polynesier zu melden, damit sie in die Siedlung zurückkehren mögen. Doch die beiden glaubten hinter dieser Meldung eine Falle und erklärten sich erst dann zu einer Rückkehr bereit, wenn ihnen die Köpfe und Hände ihrer Gegner präsentiert würden. So wurden die Leichen von Titahiti und Niau enthauptet und die Hände amputiert, worauf Quintal und McCoy schließlich in die Siedlung zurückkehrten und der „Krieg“ so zu Ende ging. Dies ereignete sich am 3. Oktober 1793.
Als Resultat dieses Konflikts waren von den 28 Originalsiedlern vier Männer, zehn Frauen und das Mädchen zurückgeblieben. Doch war die Gemeinschaft bis zu diesem Zeitpunkt um fünf Kinder der ersten Generation angewachsen, wobei ein sechstes von Christians Witwe nur wenige Wochen nach seinem Tod postum geboren wurde.

### 1793–1798 – Weitere Konflikte

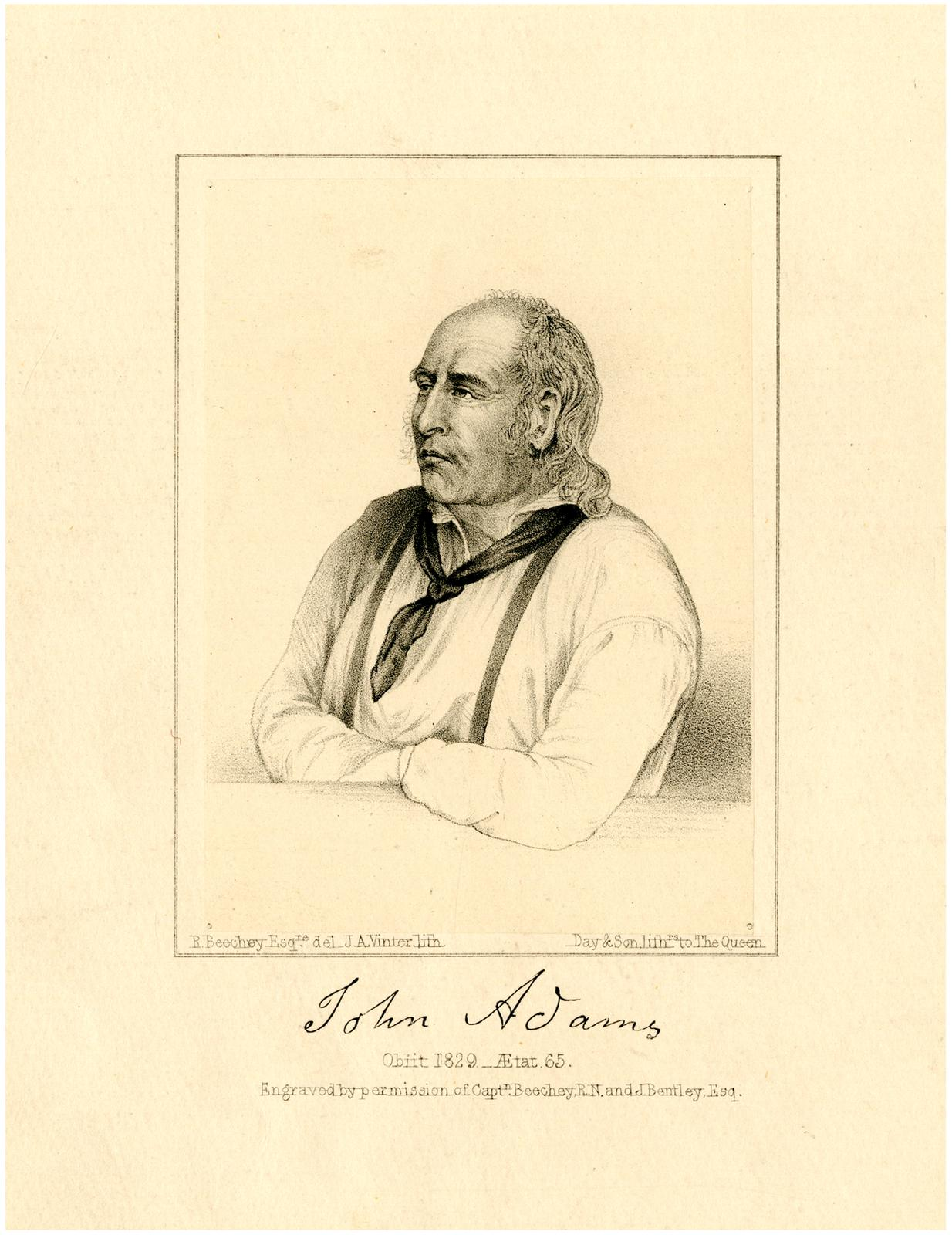
John Adams dargestellt von Frederick W. Beechey, 1825.

Zwei Monate nach dem Massaker begann Edward Young mit dem Abfassen eines Nachrichtenjournals, indem er die wichtigsten Ereignisse seit der Ankunft auf der Insel, deren Namen auch er nicht kannte, samt Datumsangaben notierte. Er wurde damit der erste Geschichtsschreiber von Pitcairn und war nach Fletcher Christians Tod die letzte Person, die noch lesen und schreiben konnte. In der alten Schiffshierarchie im Rang Christian am nächsten stehend schien Young die neue inoffizielle Autoritätsperson der Gemeinschaft geworden zu sein. Sein Journal endete mit einem Eintrag zum 20. April 1798, worauf er wohl krankheitsbedingt schreibunfähig geworden war. Das Journal wurde von späteren Besuchern nur als „Smiths bzw. Adams Journal“ bezeichnet, wobei sich Adams/Smith wohl nur für wenige Eintragungen nach Youngs Tod verantwortlich zeichnete.
Nach dem Ende des Kampfes waren die Überlebenden im Erhalt eines friedfertigen Zusammenlebens bemüht. Man konzentrierte sich auf die Feld- und Hausarbeit und versuchte die verwilderten Schweine einzufangen. Zwischen Männern und Frauen entwickelte sich eine promiskuitive Beziehung in wechselnden oder gleichzeitigen Partnerschaften mit weiteren Geburten. Doch schon bald begann sich das Verhältnis zwischen Männern und Frauen zu verschlechtern.
Am 12. April 1794 traf Young auf Teehuteatuaenoa, die den skelettierten Schädel von Williams in den Händen hielt, worauf hin ihm bewusst wurde, dass die Leichen der fünf Meuterer noch nicht bestattet waren. Mit Unverständnis reagierten die Frauen auf die Forderung der Männer, die Überreste ihrer Kameraden in der Erde zu vergraben. Am 16. April wurden die sterblichen Überreste der toten Meuterer in einem Sammelgrab bestattet, dessen genaue Lokalität heute unbekannt ist, da es nicht markiert wurde. Zum weiteren Verbleib der Leichen der getöteten Polynesier wurden keine Angaben gemacht.
Das aufkommende Heimweh der Frauen nach Tahiti versuchten die Männer mit dem Bau eines Bootes zu besänftigen, der am 14. April aufgenommen und am 13. August abgeschlossen wurde. Den größten Enthusiasmus hatte dabei Teehuteatuaenoa an den Tag gelegt, da sie für den Bootsbau die in ihrem Haus verarbeiteten Planken und Nägel der Bounty herausriss und die anderen Frauen aufforderte, ihrem Beispiel zu folgen. Aber weil zum Abfahrtstermin am 15. August keiner der Männer zum Besteigen des Bootes bereit war, ist auch den in der Seefahrt ungelernten Frauen der Wille dazu abhandengekommen. Ob Kompass und Chronometer der Bounty zu diesem Zeitpunkt überhaupt noch funktionsfähig waren, wurde nicht erwähnt. Am 3. Oktober 1794 wurde in Quintals Haus der Jahrestag der Tötung der letzten Polynesier gefeiert, der erste dokumentierte Feiertag auf der Insel.
Doch die allgemeine Stimmung verschlechterte sich zunehmend durch die Behandlung der Frauen, die in der folgenden Zeit vor allem von Quintal und McCoy zum neuen Ziel von deren aggressiver Geringschätzung der polynesischen Nation wurden. Am 11. November 1794 wurde ein Plan der Frauen zur Ermordung der Männer im Schlaf offenbart, worauf sich die vier Männer zur Etablierung einer Todesstrafe entschlossen, die gegen jene Frau verhängt werden sollte, die sich zur Rädelsführerin zukünftiger Revolten aufschwingen sollte. Schon am 30. November mussten sich die Männer einer weiteren feministischen Attacke erwehren, bei der es allerdings zu keinen Verletzungen kam. Die zuvor beschlossene Todesstrafe wurde nicht ausgesprochen, worauf diese Strafandrohung ihre Wirksamkeit einbüßte. Wann immer es zu neuen Unstimmigkeiten kam, formierten sich die Frauen zu einer Partei, wofür sie an einem Versteck auf der Insel mehrere Schusswaffen lagerten, wodurch sich mit den nun zur ständigen Wachsamkeit genötigten Männern ein gewisses Machtgleichgewicht einstellte.
Am 4. Mai 1795 wurde mit dem Bau zweier Kanus für den Fischfang begonnen, welcher nach zwei Tagen abgeschlossen wurde. Am 27. Dezember desselben Jahres wurde erstmals seit ihrer Ankunft ein nah der Insel vorbeisegelndes Schiff gesichtet. Weil man dessen Flagge nicht erkannte, versteckten sich die Insulaner im bewaldeten Inneren, um nicht gesehen zu werden. Young glaubte, nur dank der starken Brandung an jenem Tag sei es zu keinem Landgang der Besatzung und damit zur Entdeckung der Meuterer gekommen. Im Jahr 1796 wurde eine Prozedur zum Pökeln von Fleisch entwickelt, sowie der erste Sirup aus Zuckerrohr und Taro hergestellt. McCoy fiel von einer Kokospalme und verletzte sich schwer an der rechten Hüfte und Körperseite. Das Verhältnis zwischen Männern und Frauen entspannte sich zunehmend und man begann gemeinsam in wechselnden Partnerschaften die Häuser zu bewohnen.

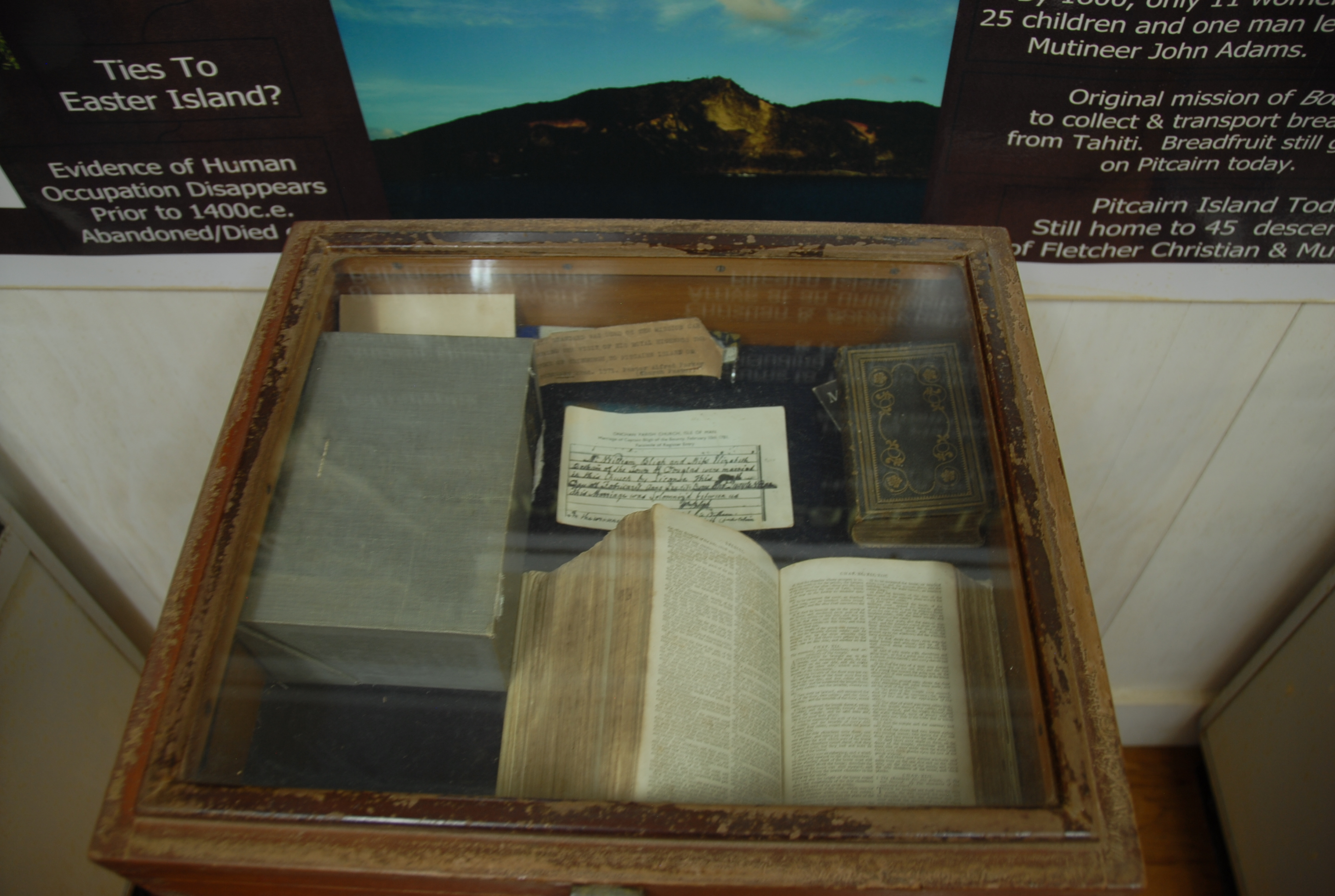
Die Schiffsbibel der Bounty im Museum von Adamstown

1797 gelang es McCoy erstmals ein Destillat aus Taro herzustellen, worauf er am 20. April 1798 eine erste Flasche mit Schnaps befüllen konnte (der letzte Eintrag in Youngs Journal). Sowohl McCoy als auch dessen Freund Quintal verfielen darauf dem Alkoholismus, der den letzten Gewaltausbruch auf der Insel auslöste. Noch im selben Jahr trank sich McCoy ins Delirium, band sich einen Stein um den Hals und stürzte sich von den Klippen in den Tod. Mit seinem Verlust wurde das Auftreten Quintals zunehmend unberechenbar und besonders seine Gefährtin Tevarua hatte unter seinen Gewaltausbrüchen zu leiden. Im Jahr 1799 stürzte sie beim Eiersammeln von den Klippen in den Tod, aber es wurde auch ein Selbstmord gemutmaßt. Teraura wurde nun Quintals neue Gefährtin, der mittlerweile alle Hemmungen verlor und mit dem Mord an seinen zwei letzten Schiffskameraden und den Kindern von Christian drohte. Nachdem die Frauen mehrere Mordversuche verhindern konnten, entschlossen sich Young und Smith zur Anwendung der Todesstrafe. Die Tat wurde von Smith ausgeführt, der krankheitsgeschwächte Young war wohl physisch dazu nicht in der Lage. Im Schlaf wurde Quintal mit einem Axthieb getötet.

### Aufbau einer christlich geprägten Zivilisation
Edward Young starb an einem Weihnachtsfeiertag 1800 an Asthma. Zuvor hatte er noch Smith das Lesen und Schreiben beigebracht. Young hatte das tägliche Morgen- und Abendgebet und den regelmäßigen Sonntagsgottesdienst einschließlich des Sabbats eingeführt, an dem alle Arbeiten für die religiöse Unterweisung und zur Bildung der Kinder zu ruhen hatten. Die Vermittlung christlicher Ethik an die heranwachsende neue Generation galt als sein vorrangiges Anliegen. Young hatte das Glück, in Smith einen gleich gesinnten Protegé als Nachfolger gefunden zu haben, der sein Werk im frömmelnden Eifer fortführte, wenngleich er Tauf- und Beerdigungszeremonien nur in einfachster Form ausführen konnte. Von diesem wurde zusätzlich das Tischgebet vor jeder Mahlzeit eingeführt. Die praktizierte Liturgie folgte der Kirche von England. Nach späteren Berichten soll Smith bei der Einhaltung von Normen religiöser wie sittlicher Art ein strengstes Pflichtbewusstsein an den Tag gelegt haben. Nachdem er zu Lebzeiten seiner Kameraden wie diese ein polygames Verhältnis zu den Frauen gepflegt hatte, praktizierte er mit seiner letzten Gefährtin Teio die Monogamie einer christlichen Ehe.
Smith avancierte zur Vaterfigur aller Kinder, dem, nach Beobachtungen späterer Besucher, ihr ganzer Respekt und Zuneigung galt. Ihre akademische Bildung beschränkte sich auf das Beibringen von Lesen und Schreiben, so wie es Smith selbst von Young gelernt hatte, wobei die Mädchen in dieser Disziplin als geübter gegenüber den Jungen beschrieben wurden. Die Kinder sprachen ein für spätere Besucher gut verständliches Englisch und beherrschten auch das Tahitianisch ihrer Mütter. Ihr Wissensstand bezüglich der Beschaffenheit der Welt blieb dagegen rudimentär. Als sich ihnen Kapitän Folger als Amerikaner vorstellte, soll der ihn ansprechende junge Pitcairnier gefragt haben, wo Amerika liege („Where is America? Is it in Ireland?“). Entsprechend berichteten spätere Besucher von ihrem drängenden Interesse an Nachrichten von jenseits des Meeres. Einige der jungen Männer konnten ihre Absicht zum Verlassen der Insel nicht verbergen, doch hätten ihre Mütter es ihnen nicht erlaubt.
Das Unterhaltungsangebot auf der Insel war beschränkt. Die jungen Männer übten sich in körperlichen Aktivitäten, insbesondere in ihrer Geschicklichkeit beim Klettern, Schwimmen und Tauchen. Einer von ihnen sprang 1819 kopfüber von Kapitän Kings Schiff und umrundete dieses, während es noch zwei Knoten Fahrt hatte. Wiederholt lehnten sie den Tausch an Metallwerkzeugen ab, da sie regelmäßig zum Wrack der Bounty tauchten und dort nützliche Utensilien aus Metall bargen. Besonders beliebt war das Fangen verwilderter Schweine mit bloßen Händen (das Pulver der Bounty war ausgegangen). Ihre Athletik erlaubte ihnen eine sichere und elegante Fortbewegung auf dem unbefestigten Gelände und Felsen. Ihre außerordentliche Physis wurde als überlegen gegenüber jedem anderen Europäer eingeschätzt. Nachdem George Young allein einen geschenkten Amboss zur Siedlung hinaufgetragen hatte, wollte er das mit einem Anker wiederholen. Beechey beobachtete, dass, bedingt durch den permanenten Aufenthalt in der Sonne kombiniert mit körperlicher Arbeit, die Pitcairner bis zu acht Jahre älter aussahen, als sie tatsächlich waren. Bei den jungen Frauen war Musik, Gesang und Tanz beliebt. Vor allem praktizierten sie tahitianische Tänze, die ihnen von ihren Müttern vermittelt wurden. Von ihrer Kreativität bei der eigenen Kleiderherstellung (Tapa) und der dabei demonstrierten Handfertigkeit zeigte sich besonders Kapitän Pipon beeindruckt („I am convinced our fashionable dress makers in London, would be delighted with the simplicitly & yet elegant taste of these untaught females.“). Allerdings würden sich die jungen Männer die meiste Zeit nahezu nackt und nur mit einem Lendenschurz bekleidet bewegen. Die Frauen dagegen trugen bevorzugt von der Taille bis zu den Knien reichende Röcke oder Beinkleider aus Leinen. Ihr Oberkörper wurde nur von einem lose über die Schultern gelegten Mantel bedeckt, der bis zu den Ellenbogen reichte und vorne offen war, so dass er sich bei aufkommendem Wind schnell öffnete. Weshalb besonders die jungen Frauen ihn zumeist abzulegen pflegten, um sich ebenfalls mit freiem Oberkörper zu bewegen. Für den Schutz der Augen vor der Sonne wurden Hauben aus grünen Blättern hergestellt.
Die Ernährung der Bewohner Pitcairns war fast vegetarisch. Fisch wurde gegenüber dem Schwein bevorzugt, wenngleich die Fischbestände mit den Jahren beständig abnahmen. Smith/Adams machte das in der Bounty verarbeitete Kupfer dafür verantwortlich, welches das Wasser vergiftet habe. Das Fleisch der Ziegen wurde gänzlich gemieden; sie wurden ausschließlich ihrer Milch wegen gehalten. Die zubereiteten Speisen ähnelten jenen von Tahiti bekannten. Gerichte aus Fleisch wurden nur zu seltenen feierlichen Anlässen zubereitet, wie auch alkoholische Getränke nur bei besonderen Gelegenheiten serviert wurden wie bei Besuchen von jenseits des Meeres. Bevorzugt wurde der von Schiffen mitgeführte Wein getrunken. Der auf der Insel destillierte Taro-Schnaps dagegen wurde nur Besuchern angeboten, während man ihm selbst abstinent blieb in Erinnerung an das Schicksal von McCoy.
| Jahr |               | Gesamt | Männer | Frauen |
| ---- | ------------- | ------ | ------ | ------ |
| 1790 |               | 28     | 15     | 13     |
| 1808 | Folger        | 35     |        |        |
| 1814 | Staines/Pipon | 40     |        |        |
| 1819 | Henderson     | 45     |        |        |
| 1819 | King          | 45     |        |        |
| 1821 | Raine         | 49     |        |        |
| 1823 | Henderson     | 53     |        |        |
| 1825 | Beechey       | 66     | 36     | 30     |
| 1831 | Sandilands    | 86     |        |        |

Durch sein ehegleiches Verhältnis mit Teio hatte Adams/Smith den jungen Leuten auch die Befolgung einer christlichen Sexualmoral vorgelebt und deren Gebote zum Inselgesetz erklärt. Unter der Nichteinhaltung der Gebote Gottes wurde vor allem vorehelicher Verkehr verstanden. Die von ihm 1806 erstmals vollzogene Trauung nach christlichem Ritus von Thursday October Christian und Teraura (alias „Susannah“) diente dazu als Präzedenz, nach welchem sexueller Verkehr nur zwischen Ehepartnern erlaubt war. In diesem Sinne soll Smith/Adams keinen Kompromiss akzeptiert haben. Als seine Tochter Dinah ein uneheliches Kind von Edward Quintal erwartete, soll er die Todesstrafe über das Paar verhängt haben. Aber nachdem kein Anwesender dazu bereit war, sie zu vollstrecken, strafte er das Paar mit seiner Nichtbeachtung. Erst durch ihre ordentliche Trauung 1819 durch Kapitän King konnte er sich mit ihnen versöhnen. Beechey beobachtete später, dass die Frauen von Pitcairn denselben gesellschaftlichen Restriktionen bezüglich Partnerschaften unterliegen wie jene in England. Doch die strenge Moral in Kombination mit einer für europäische Verhältnisse skandalös anmutenden Kleiderordnung hatte bei einigen Besuchern zu Irritationen in ihrer allgemeinen Vorstellung von der pazifischen Freizügigkeit geführt. Als bei einem Beisammensitzen einer der Seemänner Kapitän Kings mit seinem Fuß im Versehen das nackte Bein einer jungen Pitcairnerin berührt hatte, setzte sich diese erschrocken an einen anderen Platz, weil dieser freche Mann („naughty man“) sie angeblich zur Unzucht aufgefordert hätte.
Die gebürtigen Pitcairner betrachteten sich selbst als Europäer der englischen Nation, weshalb sie sich neuen Besuchern immer als „Englishmen“ vorstellten. Bei den ersten Besuchern hatte das gleichfalls für Irritationen gesorgt, doch war ihnen der im Vergleich zu indigenen Bewohnern der pazifischen Welt hellere Teint schnell aufgefallen. Ihre dezente Bräune habe der von Europäern entsprochen, die sich bevorzugt in der Sonne aufhielten. Männer wie Frauen zeichneten sich durch einen für pazifische Verhältnisse schlanken und hochgewachsenen Körperbau sowie makellos weiße Zähne aus. Kapitän Raine stellte 1821 an ihnen alle Merkmale von Engländern fest („I saw the features of Englishmen“). Als ihre genuin indigenen Attribute wurden ihre tiefschwarzen Haare und mandelförmige Augen ausgemacht. Sie waren sich bewusst, dass sie halb Engländer und halb Tahitianer waren, doch als ihren Souverän erkannten sie den britischen König an. Nicht nur ihr nationales Selbstverständnis scheinen die Pitcairner von ihren Vätern übernommen zu haben, sondern auch deren rassistische Vorbehalte für indigene, „schwarze“ Nationen, gleichwohl in ihnen durch ihre Mütter selbst eine indigene Abstammung innewohnte. John Shillibeer hatte dazu 1814 auf der Briton die Beobachtung gemacht, als der vom Kapitän zum gemeinsamen Frühstück unter Deck eingeladene Thursday October Christian sich weigerte am Tisch Platz zunehmen, weil an ihm gerade ein schwarzer Diener von den westindischen Inseln das Mahl servierte. Über die Geschichte ihrer Väter durch Adams/Smith unterrichtet, waren sie sich bewusst, dass diese von ihren schwarzen Untergebenen („black fellow’s“) ermordet wurden, was ihre Reserviertheit gegenüber Indigenen prägte. Aber selbst ihre tahitianischen Mütter hatten ihre Wut gegenüber den tahitianischen Landsmännern, die ihre englischen Männer getötet haben, nicht verhehlt. Noch Teehuteatuaenoa hatte sich gegenüber Otto von Kotzebue dazu bekannt. Als vier der Stammmütter später im Zuge der Inselevakuierung des Jahres 1831 nach langer Zeit in ihre tahitianische Heimat zurückgekehrt waren, haben sie für ihre dort noch immer den einheimischen Sitten nachgehenden Landsleute kein Verständnis mehr aufbringen können und auf eine baldige Rückkehr auf ihr zivilisiertes englisches Pitcairn gehofft.
Die Anzahl der Geburten der ersten Generation auf Pitcairn betrug insgesamt 24, die sich alle von 1790 bis 1804 ereigneten. Eines der Kinder war allerdings nur wenige Tage nach der Geburt verstorben, weshalb im später eröffneten Inselregister rückwirkend nur 23 Geburten verzeichnet wurden. Sie alle waren Kinder von sechs der neun britischen Meuterer und sechs der zwölf polynesischen Frauen, während die polynesischen Männer keine Nachkommenschaft hinterließen. Fünf Familiennamen der Meuterer, Christian, Young, Adams (der Alias von Smith), McCoy und Quintal haben sich bis in die Gegenwart im australisch-ozeanischen Raum fortsetzen können, während Mills als Name verschwand, da dessen einziger Sohn ohne Nachkommen verstarb. Bis zum Jahr 1808 waren auch die ersten Kinder der zweiten Generation geboren.
| Kinder der ersten Generation |                                                                                       |                                                                      |
| Mütter                       | Kinder                                                                                | spätere Ehepartner                                                   |
| Mauatua                      | Thursday October Christian (* Oktober 1790 auf Pitcairn, † 21. April 1831 auf Tahiti) | Teraura                                                              |
| Mauatua                      | Charles Christian (* ~1791–92 auf Pitcairn, † 4. Januar 1842 auf Pitcairn)            | Sully / „Sarah“                                                      |
| Mauatua                      | Mary Anne Christian (* 1793 auf Pitcairn, † 2. Januar 1866 auf Norfolk)               | blieb ledig                                                          |
| Mauatua                      | Edward Young jr. (* ~1794–99 auf Pitcairn, † 6. November 1831 auf Pitcairn)           | Polly Christian (* 1813 auf Pitcairn, † 16. Mai 1831 auf Tahiti)     |
| Mauatua                      | Dorothea „Dolly“ Young (* 1794–99 auf Pitcairn, † 23. April 1863 auf Norfolk)         | John Buffett (* 16. Juli 1797 in Bristol, † 5. Mai 1891 auf Norfolk) |
| Mauatua                      | Polly Young (* ~1794–99 auf Pitcairn, † 17. Dezember 1843 auf Pitcairn)               | George Adams                                                         |
| Mauatua                      | James Young (* 1798 auf Pitcairn, † 1805 auf Pitcairn)                                | blieb ledig                                                          |
| Toofaiti                     | Robert Young (* ~1794–99 auf Pitcairn, † 18. August 1831 auf Pitcairn)                | blieb ledig                                                          |
| Toofaiti                     | George Young (* ~1794–99 auf Pitcairn, † 4. Mai 1831 auf Tahiti)                      | Hannah Adams                                                         |
| Toofaiti                     | William Young (* ~1794–99 auf Pitcairn, † 6. Februar 1839 auf Pitcairn)               | Elizabeth Mills                                                      |
| Tevarua                      | Matthew Quintal jr. (* 20. Juni 1791 auf Pitcairn, † 1814 auf Pitcairn)               | Elizabeth Mills                                                      |
| Tevarua                      | John Quintal (* 1. Februar 1793 auf Pitcairn, † März 1793 auf Pitcairn)               | blieb ledig                                                          |
| Tevarua                      | Sarah Quintal (* 25. November 1794 auf Pitcairn, † 27. November 1851 auf Pitcairn)    | 1. Daniel McCoy; 2. George Adams                                     |
| Tevarua                      | Arthur Quintal (* 1794–99 auf Pitcairn, † 19. November 1873 auf Norfolk)              | 1. Catherine McCoy; 2. Mary Christian                                |
| Tevarua                      | Jane Quintal (* ~1794–99 auf Pitcairn, † nach 1829 auf Rurutu)                        | Name des Ehemannes unbekannt                                         |
| Vahineatua                   | Elizabeth Mills (* ~1791–92 auf Pitcairn, † 6. November 1883 auf Pitcairn)            | 1. Matthew Quintal jr.; 2. William Young                             |
| Vahineatua                   | John Mills jr. (* ~1794–99 auf Pitcairn, † 1814 auf Pitcairn)                         | blieb ledig                                                          |
| Vahineatua                   | Dinah Adams (* ~1794–99 auf Pitcairn, † 18. Januar 1864 auf Norfolk)                  | Edward Quintal                                                       |
| Vahineatua                   | Rachel Adams (* ~1794–99 auf Pitcairn, † 7. September 1876 auf Norfolk)               | John Evans (* 1804 in London, † 30. Dezember 1891 auf Norfolk)       |
| Vahineatua                   | Hannah Adams (* 1800 auf Pitcairn, † 27. August 1864 auf Pitcairn)                    | George Young                                                         |
| Teio                         | Daniel McCoy (* ~1791–92 auf Pitcairn, † 26. Dezember 1832 auf Pitcairn)              | Sarah Quintal                                                        |
| Teio                         | Catherine McCoy (* 1800 auf Pitcairn, † 8. Juni 1831 auf Tahiti)                      | Arthur Quintal                                                       |
| Teio                         | George Adams (* 1804 auf Pitcairn, † 29. Oktober 1873 auf Norfolk)                    | Polly Young                                                          |
| Teraura                      | Edward Quintal (* 1800 auf Pitcairn, † 8. September 1841 auf Pitcairn)                | Dinah Adams                                                          |
| Tinafanaea                   | keine Kinder                                                                          | keine Kinder                                                         |
| Faahotu                      | keine Kinder                                                                          | keine Kinder                                                         |
| Mareva                       | keine Kinder                                                                          | keine Kinder                                                         |
| Puarai                       | keine Kinder                                                                          | keine Kinder                                                         |
| Teatuahitea                  | keine Kinder                                                                          | keine Kinder                                                         |
| Teehuteatuaonoa              | keine Kinder                                                                          | keine Kinder                                                         |

## Wiederentdeckung

### 1808 – Erster Kontakt mit der Außenwelt
Nach der ersten Schiffssichtung vom 27. Dezember 1795 wurde die Insel noch von zwei weiteren Schiffen passiert, von denen laut Smith nur ein Sichtkontakt mit der Besatzung von einem der Schiffe hergestellt werden konnte. Nach Teehuteatuaenoa aber seien einige der Inselbewohner mit einem Kanu zu einem der Schiffe hinausgefahren und hätten einen direkten Austausch mit dessen Besatzung gehabt. Allerdings sind über solch einen Kontakt keine weiteren Nachrichten bekannt.
Am 6. Februar 1808 legte der amerikanische Robbenjäger Topaz unter dem Kommando von Mayhew Folger auf seiner Fahrt von Boston nach China vor der Insel Anker. Folger kannte Carterets Bericht über Pitcairn und erkannte als erster bekannter Seefahrer dessen fehlerhafte Lokalisierung in den Karten nach Carteret. Durch ihm war Folger auch im Glauben über Pitcairn als unbewohnte Insel, weshalb er überrascht war zu sehen, wie bei seiner Ankunft ein Doppelkanu von der Küste ablegte und mit drei jungen Männern die Brandung überwindend sein Schiff ansteuerte. Auf Rufdistanz herangekommen wurde er von einem der Insassen auf Englisch angesprochen, wer er sei und woher er komme. Nachdem sich Folger als Amerikaner vorstellte, behauptete der junge Ruderer, er sei ein Engländer, worauf Folger fragte, wer denn sein Vater sei. Der Ruderer antwortete mit „Aleck“, worauf Folger wissen wollte, wer dies sei. Darauf wurde er gefragt, ob er Captain Bligh und die Bounty kenne, auf der jener „Aleck“ einst gesegelt sei.
Durch die Berichte von Bligh und Edwards war Folger die Geschichte um die Bounty, der Ergreifung einiger ihrer Meuterer auf Tahiti und ihr spurloses Verschwinden schon seit mehreren Jahren bekannt. Nachdem er darauf bestand, dass „Aleck“ zu ihm auf sein Schiff kommen solle, dies aber zwei Mal abgelehnt wurde, entschloss sich Folger zur Anlandung, um „Aleck“ persönlich kennen zu lernen. Er wurde damit die erste auswärtige Person, welche die Insel seit 1790 betrat. An der Landungsstelle wurde er von einem älteren Mann empfangen, der sich als letzter Überlebender der Meuterer der Bounty, Alexander Smith vorstellte. Folger blieb nur zehn Stunden auf der Insel, von deren Einwohnern er bewirtet wurde. Dabei machte er erste Beobachtungen über deren Lebensweise und ihren Bildungsstand. Er lernte sie als freundliche und wissbegierige Menschen kennen. Neben dem Patriarchen zählte er 34 Frauen und Kinder als Inselbewohner.
Smith informierte Folger über die Geschichte der Insel und das Schicksal von Christian, wobei er offensichtlich log. Er schilderte die ersten Jahre unter Christians Herrschaft als friedlich und harmonisch, bis Christian schließlich nach einer Erkrankung friedlich verstorben sei. Erst darauf sei es zu einer Revolte der polynesischen Männer gekommen, in deren Verlauf viele der Engländer und alle Polynesier getötet worden seien. Dem zweiten Maat der Topaz, der offenbar an dem Landgang teilgenommen hatte, berichtete er dagegen später, Christian sei angeblich wahnsinnig geworden und habe sich in den Tod gestürzt. Im Gegenzug berichtete Folger über die historischen Ereignisse, die sich in der Zeit von Smiths Isolation abgespielt haben. Sehr zur Freude der Insulaner beschenkte er sie mit mehreren Journalen mit aktuellen Nachrichten. Als er die großen Seesiege der Royal Navy gegen die Franzosen erwähnte, soll Smith „Old-England forever!“ ausgerufen haben. Aber auch die Mission der HMS Pandora unter Captain Edwards zur Ergreifung der Meuterer auf Tahiti und deren unglückliches Schicksal nach deren Untergang sprach Folger an, was Smith sehr verunsichert habe. Seit diesem Zeitpunkt trat er unter seinem korrekten Taufnamen John Adams auf, was später Amasa Delano zu der Vermutung verleitete, der Namenswechsel sei in Reminiszenz auf den amerikanischen Gründervater John Adams erfolgt, der für sein Eintreten für bürgerliche Freiheiten bekannt war. Zum Abschied am selben Tag überreichte Adams/Smith an Folger den K2-Chronometer und Kompass der Bounty, die beide funktionsunfähig waren. Nach Teehuteatuaenoa habe Folger versprochen nach sechs Monaten wiederzukommen.
Nach einer mehrmonatigen Fahrt erreichte die Topaz im Spätjahr 1808 den Hafen von Valparaíso in Chile. Während dieser Monate hatte Folger den Kompass der Bounty repariert und ihn seither bis zu seiner Rückkehr in Boston für die Navigation genutzt. Der Chronometer aber wurde ihm zuvor auf Juan-Fernández vom örtlichen spanischen Gouverneur konfisziert. Dem in Valparaiso anwesenden britischen Seeoffizier Lt. William Fitzmaurice wurde am 29. September 1808 vom zweiten Maat der Topaz ein Einblick in das Schiffslogbuch gewährt, womit er der erste Brite wurde, der vom finalen Schicksal der Bounty seit deren letzter Sichtung am 23. September 1789 erfuhr. Am 10. Oktober 1808 ließ er dem Kommandanten der britischen Marineniederlassung in Rio de Janeiro, Sir Sidney Smith, einen Bericht über diese Entdeckung zukommen, der ihn an die Admiralität zu London weiterleitete, wo dieser am 14. Mai 1809 einging. Kurioserweise hatte diese Meldung kaum Interesse in der Marineführung geweckt, die mit der Seekriegsführung gegen das napoleonische Frankreich mehr als beschäftigt war. Im März 1810 wurden die Neuigkeiten über die Bounty der englischen Öffentlichkeit bekanntgegeben, als Bligh gerade abwesend als Gouverneur von New South Wales in Australien war. Als der Bericht am 27. Oktober 1810 auch hier veröffentlicht wurde, war Bligh gerade nach England zurückgekehrt, so dass er wohl erst dort vom Ende der verbliebenen Meuterer erfahren haben dürfte.
Abseits seines Logbuchs hatte Mayhew Folger selbst seine Entdeckung mehrere Jahre lang nicht zur Sprache und Papier gebracht. Erst am 1. März 1813 adressierte er auf Nantucket eine kurz gehaltene Nachricht an den britischen Admiral Henry Hotham, in der er seine Entdeckung Pitcairns und die Begegnung mit dem Bounty-Meuterer Smith kundtat. Dazu sandte er dem Admiral den mitgebrachten Kompass der Bounty zu als Beweis seiner Angaben und Wiedergutmachung für den Verlust eines seiner Schiffe unter außerordentlich bemerkenswerten Umständen. Dieser Bericht sollte erst zwei Jahre später zusammen mit jenen vom Zweitkontakt mit Pitcairn 1814 in England publiziert werden.
Seit ihrer ersten Begegnung 1800 auf Massafuero (heute Alejandro Selkirk) mit anschließenden gemeinsamen Fahrten hatten sich Folger und sein Landsmann Amasa Delano ein Interesse für die Geschichte der Bounty geteilt. Aber erst im Juni 1816, mittlerweile in Ohio im Ruhestand lebend, hatte er diesem in einer wechselseitigen Korrespondenz über seine Entdeckung und Eindrücke informiert. Diesen ausführlichen Austausch fügte Delano in sein eigenes 1817 veröffentlichtes Buch über seine Seereisen ein und zeichnete sich so für die Anerkennung Folgers als eigentlicher Neuentdecker Pitcairns und dem Schicksal der Bounty verantwortlich.

### 1814 – Erste Ankunft der Briten
1814 war Pitcairn in den britischen Seekarten noch immer auf dem von Carteret angegebenen falschen Längengrad verzeichnet, als der britische Verband der HMS Briton (Sir Thomas Staines) und HMS Tagus (Philip Pipon) auf der Jagd nach der USS Essex (Britisch-Amerikanischer Krieg) von den Marquesas-Inseln kommend mit dem Ziel Valparaiso am Samstagmorgen den 17. September 1814 um 02:00 Uhr unerwartet eine Insel inmitten des Südpazifik sichtete, die von den Kommandanten beider Schiffe mit der gleichen Position (lat. 25°4′ S. long. 130°25′ W.) registriert wurde. Als der Tag anbrach, konnten auf der Insel Hütten und Plantagen ausgemacht werden, deren Bauweise von den Marquesas her bekannt war. Pipon war sich daher nicht sicher, ob es sich bei der Insel um Pitcairn handelte, wusste er diese doch als unbewohnt beschrieben. Etwa drei Meilen vor der Küste sah er dort Einheimische mehrere Kanus zu Wasser bringen, mit denen sie die starke Brandung überwindend („a heavy surf & paddling“) auf die Schiffe zusteuerten. Das Deck der Briton wurde in der Reihe von Daniel McCoy, Thursday October Christian und Georg Young betreten, die sich mit gutverständlichem Englisch als Nachkommen der Meuterer der Bounty vorstellten. Ein Augenzeuge dieser Begegnung war Lieutenant John Shillibeer, der noch an Bord ein Porträt vom Sohn des berühmten Anführers der Meuterer zeichnete – die erste bildliche Darstellung eines Pitcairners nach eigener Anschauung. Staines und Pipon wurden zu einem Landgang eingeladen, um den letzten lebenden Meuterer kennen zu lernen, der gesundheitsbedingt außerstande sei, selbst auf das Schiff zu kommen. Doch nach einer nassen Überfahrt durch die Brandung an Land gegangen, trafen sie schon an der Anlegestelle auf den wartenden John Adams, der sich dazu entschlossen hatte, sie persönlich zu empfangen, nachdem er erfahren hatte, dass sie unbewaffnet und ohne Festnahmeabsicht kommen würden. Von ihm in sein Haus eingeladen, begegneten sie hier seiner bereits sehr alten und erblindeten Frau (Teio) und mehreren jungen Erwachsenen und Kindern, die sich um den Inselpatriarchen scharten in der Furcht, er würde ihnen weggenommen werden.

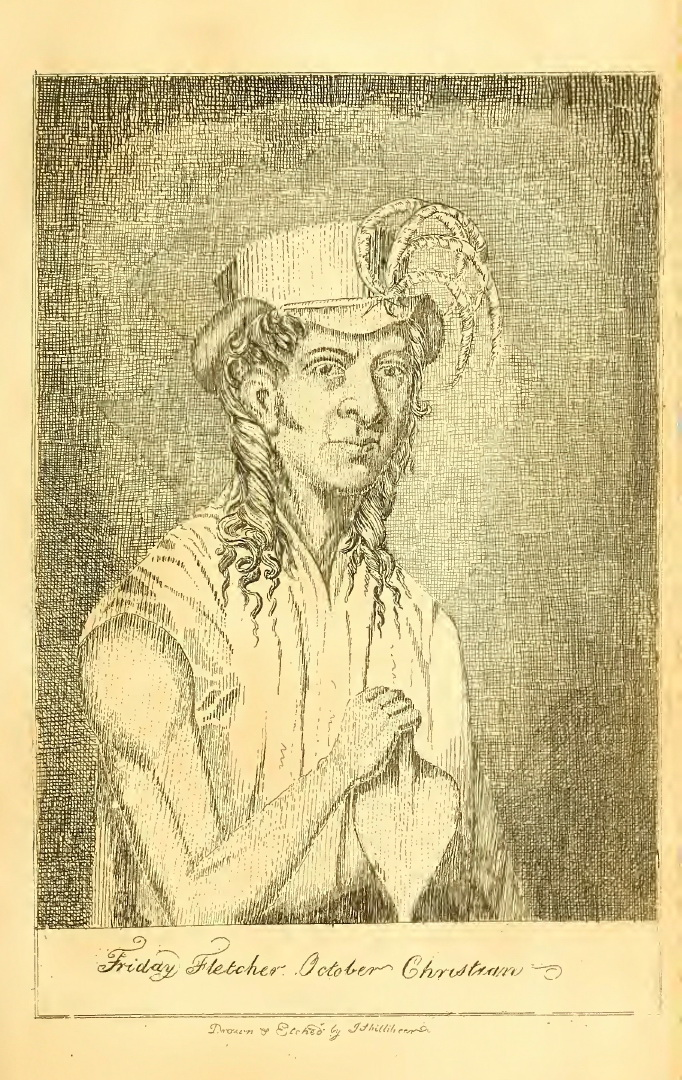
„Friday Fletcher October Christian“ – John Shillibeer, 1817.

Im Gegensatz zu Folger hatten Staines und Pipon die Gelegenheit gehabt, ihre Beobachtungen des Insellebens detaillierter festzuhalten. Sie bemerkten auch, dass der von Smith/Adams auf Pitcairn geführte Kalender ungenau war. Dieser wähnte sich bereits auf dem Sonntag, den 18. September, weshalb auf der Insel bei ihrem Eintreffen gerade die Sonntagsruhe galt. Pipon machte in seinem Bericht Folger für diesen Irrtum verantwortlich, der offenbar aus für ihn nachvollziehbaren Gründen eine letztendlich unnötige Korrektur des Kalenders angeregt hatte. Als die Bounty 1788 ostwärts um das Kap der Guten Hoffnung der Sonne entgegen gesegelt war, hatte sie den 180° Meridian überschritten und dabei einen Tag verloren, ohne dass Lieutenant Bligh dabei eine Datumskorrektur vorgenommen hatte. Folger, der selbst westwärts um Kap Horn mit der Sonne gesegelt war, muss daher zu dem für ihn plausiblen Schluss gekommen sein, dass die Zeitrechnung von Pitcairn um einen Tag vorgestellt werden müsse. Dabei hatte Folger allerdings nicht bedacht, dass kein britischer Seemann des 18. Jahrhunderts sich der Notwendigkeit einer Datumskorrektur bewusst war. Sowohl Bligh wie auch vor ihm Cook und Wallis hatten bei ihren Pazifikfahrten die Tage nach dem in London geltenden Zivilkalender gezählt. Die Pitcairner hatten 1808 Folgers Kalenderbelehrung offenbar angenommen und damit unter anderem eine Manipulation der Namensgebung von Thursday October Christian verursacht, der nach der Beobachtung Shillibeers als „Friday Fletcher October Christian“ vorgestellt wurde. Doch nach der Richtigstellung des Kalenders durch Staines und Pipon orientierte man sich auf Pitcairn wieder an der althergebrachten Zählweise und den Taufnamen Thursday October.
Was die vergangenen Ereignisse angeht, war Adams gegenüber Staines und Pipon etwas auskunftsfreudiger, aber wohl auch nicht immer ehrlich. Für die nach ihrer Ankunft ausgebrochenen Kämpfe mit dem Tod mehrerer Meuterer und aller Polynesier-Männer machte er Christian verantwortlich, der in den ersten Jahren ein grausames und unterdrückerisches Regime über seine Gefährten geführt habe. So habe er nach dem Tod seiner Frau (die tatsächlich zum Zeitpunkt dieser Erzählung noch lebte) die Frau eines der Tahitianer beansprucht und so die Gewaltspirale in Gang gesetzt, durch die er sein Leben verlor. Auch behauptete Adams nun erstmals, dass schon Christian die Insel als Pitcairn identifiziert habe. Allerdings verheimlichte er den beiden Kapitänen nicht die Ankunft des Amerikaners Folger sechs Jahre zuvor, von der diese bis dahin trotz der 1809 in der Admiralität eingegangenen Nachricht nichts wussten.
Noch am Abend des 17. September 1814 stachen die britischen Kriegsschiffe wieder in See, ihren eigentlichen Auftrag wiederaufnehmend. Im Tausch für Nahrungsmittel (von denen einige auf Schiffen als Luxusgut galten) wurden die Pitcairner mit nützlichen Gebrauchsgegenständen beschenkt, wie Kochutensilien und einen Spaten aus solidem Eisen für die Feldarbeit, da der Pflug der Bounty inzwischen unbrauchbar war. Gleiches galt auch für die alten Gewehre, in deren Folge die Schweineplage auf der Insel wieder zugenommen hatte, weshalb die Kapitäne einige ihrer Musketen französischer Fabrikation samt Pulver entbehrten. Nachhaltig wirkte sich die Zurücklassung von Mais und Orangen aus Südamerika aus, die in der pazifischen Inselwelt bis dahin unbekannt waren und fortan auf Pitcairn kultiviert wurden. Unwissentlich hatte der britische Besuch ein anderes, weniger willkommenes Geschenk in Form von Fliegen auf der Insel zurückgelassen, die sich hier in den kommenden Jahren zu einer neuen Plage vermehrten. Obwohl die beiden Kapitäne dazu autorisiert waren, haben sie auf eine Festnahme des Meuterers Adams und dessen Überstellung an die britische Seegerichtsbarkeit verzichtet, was seinem Tod am Strick bedeutet hätte. Pipon begründete diese Entscheidung in der Bedeutung des Mannes für den Zusammenhalt der Inselgemeinschaft als einzige väterliche Autorität, Schiedsrichter und religiösen Mentor ihrer jungen Generationen. Seine Verdienste bei der Errichtung eines friedlichen und prosperierenden Zusammenlebens hätten seine Verfehlungen in der Vergangenheit aufgewogen. Außerdem sei es wegen seines Alters unmöglich gewesen, ihn unbeschadet in einem Boot durch die Brandung zu transportieren, um ihn dann eine Schiffsleiter an Deck hinaufklettern zu lassen. Der Verbleib ihres Patriarchen wurde von den jungen Insulanern mit großer Erleichterung aufgenommen.
Sowohl Staines als auch Pipon haben die Bevölkerungszahl von Pitcairn mit 40 angegeben. Dazu erwähnte Staines, dass bei ihrer Ankunft neben Smith/Adams noch sechs der ursprünglich mit ihm auf die Insel gekommenen Frauen gelebt haben. Zwischen 1799 und 1814 sind demnach drei weitere Frauen gestorben, die von Teehuteatuaenoa genannt wurden. Smiths/Adams damalige Gefährtin Vahineatua ereilte im schwangeren Zustand einen tragischen Tod, wohl noch vor 1804, als ihr von einem der Ziegenböcke ein Horn in den Bauch gerammt wurde und sie darauf verblutete. Bis spätesten 1814 waren noch Teathuahitea an der Wassersucht und Tinafanaea gestorben, Letztere laut Kapitän King an Kummer.
In Valparaiso schrieb Staines am 18. Oktober 1814 an Bord seines Schiffes eine Nachricht über seine Entdeckung an Vizeadmiral Sir Manley Dixon nach London. Im Gegensatz zu Sir Sidney Smith fünf Jahre zuvor war es seine Meldung, die Pitcairn zum Gegenstand des Interesses in der Admiralität werden und damit der Insel endgültig ihren richtigen Platz in den Karten einnehmen ließ. Dabei hatte er den Verdienst ihrer Wiederentdeckung durch den Amerikaner Mayhew Folger sechs Jahre zuvor nicht verheimlicht, von der er annehmen musste, dass diese der Admiralität noch unbekannt war. Pipon selbst hinterließ einen handschriftlichen Erfahrungsbericht auf zwölf Seiten, der allerdings erst einige Jahre nach seinem Tod 1829 veröffentlicht wurde.
Daneben veröffentlichte auch Lieutenant John Shillibeer bereits 1817 einen eigenen Reisebericht, in dem er die Konversation zwischen Kapitän Staines und dem jungen Daniel McCoy an Deck der Briton zitierte und, neben dem Porträt des jungen Christian, die älteste bekannte Darstellung von Pitcairn einfügte. Als junger Seemann auf der Briton diente damals auch Francis Crozier (1796–1848).

## Mit der Welt verbunden

### Tauschhandel mit der Außenwelt
Am Nachmittag den 17. Oktober 1817 erreichte der amerikanische Walfänger Sultan aus Boston unter dem nicht näher bekannten Kapitän Reynolds die Insel. Nach einem ersten Austausch auf See wurde am folgenden Tag Adams auf einem Kanu zu dem Schiff gerudert, dessen Kapitän ihn gestattete an Bord zu kommen, so dass er erstmals seit 27 Jahren wieder ein Schiff betrat. Am darauf folgenden Tag ging Reynolds mit an Land und bemerkte dabei die Kanonen und den Anker der Bounty, die etwa zweieinhalb Faden unter der Wasseroberfläche zu erkennen waren. Nach einer Übernachtung ging er am 20. Oktober auf sein Schiff unter Zurücklassung eines Beibootes als Gegenleistung für die Nahrungsmittel, mit denen er von den Insulanern versorgt wurde. Smith/Adams schenkte ihm ein Fernglas von der Bounty und zwei Bücher, die einst Bligh gehört hatten. In einem davon wurden später an vier Stellen handschriftliche Eintragungen von Smith/Adams gefunden, der sich offenbar an einer Autobiografie versucht, das aber aufgegeben hatte. Reynolds hatte einigen jungen Pitcairnern das Angebot gemacht, mit nach Amerika zu kommen, was diese aber aus Rücksicht zu ihren Familien abgelehnt haben. Allerdings nahm er Teehuteatuaenoa (alias „Jenny“) an Bord auf, die schon 1794 mit ihrer Entschlossenheit zur Rückkehr in die Heimat aufgefallen war. Nun diese neue Chance wahrnehmend wurde sie die erste Originalsiedlerin von Pitcairn, welche die Insel für immer verließ. Sie gehörte zu den Frauen, die hier keine eigene Nachkommenschaft und daher keine familiären Bindungen hatte. Sie ließ Smith/Adams, fünf der Frauen und Teios Tochter (mittlerweile ebenfalls zur Frau geworden) als letzte Originalsiedler zurück. Über Chile als Zwischenstation erreichte sie vermutlich im Frühjahr 1818 ihre Heimat Tahiti, wo ihre Erzählungen über ihr abenteuerliches Leben das Interesse der Missionare und Forscher weckte. Ob sie noch 1831 die Ankunft der Pitcairner auf Tahiti erlebte ist unwahrscheinlich. Die Sultan erreichte im September 1819 ihren Heimathafen, wo Reynolds und sein zweiter Offizier Downes dem Journalisten Samuel Topliff ihre Erlebnisse berichteten.
Am Morgen des 18. Januar 1819 wurde Pitcairn von dem Schiff der Ostindien-Kompanie Hercules unter Kapitän John Henderson auf seiner Reise von England nach Indien geplant angefahren. Er ist der erste bekannte Seefahrer, der die Insel nach ihren korrekten Koordinaten anfuhr, berufend auf Staines. Am Tag zuvor hatte er die in Vergessenheit geratene und nun nach ihm benannte Henderson-Insel wiederentdeckt. Noch am selben Morgen ging er an Land, von der Missionary Society of London eigens für Pitcairn gespendete Bücher mitführend. Weiterhin ließ er dort einen Bock und zwei Ziegen zurück. Von Adams erhielt auch er eine Erzählung über das Schicksal der Bounty-Meuterer, die sich einmal mehr inkonsistent zu jenen verhält, die dieser den vorangegangenen Besuchern erzählt hatte. Henderson zählte 43 Einwohner, darunter fünf tahitianische Frauen als Originalsiedlerinnen. Wie lange er auf Pitcairn verblieb, ist nicht bekannt. Am 15. Juli 1819 adressierte er im neuseeländischen Diamond Harbour einen Brief an die britische Kolonialgesellschaft von Calcutta mit seinem Reisebericht und einer Aufforderung zur Spende von Büchern, Werkzeugen für die Agrararbeit und anderer nützlicher Utensilien für Pitcairn.
Nur wenige Wochen nach Henderson, am Abend des 2. März 1819 bei Einbruch der Dunkelheit, wurde Pitcairn von dem britischen Walfänger Elizabeth unter Kapitän Henry King gesichtet, der am Vortag noch die von Henderson entdeckte Insel als Erstentdeckung (die er nach seinem Schiff benannte) für sich reklamiert hatte. Pitcairn war ihm dagegen schon bekannt. Mittels Lichtsignalen nahm er mit der jungen Dorothy Young Sichtkontakt auf, die gerade an jener Inselseite auf einer Plantage arbeitete, an der sie das Schiff erreicht hatte. Am Morgen des 3. März steuerte King die Landungsbucht an, wobei Kanus mit neun jungen Männern längsseits zu ihm kamen, die er an Deck empfing. Mit seinem Schiffsarzt und sechs weiteren Männern entschloss sich King zum Landgang auf seinem Beiboot. Aber weil ihm die Brandung so gefährlich erschien („I found the surf so violent“) und er sein Beiboot nicht riskieren wollte, stieg er davor in eines der Kanus um. Er verbrachte zwei Nächte auf der Insel und machte dabei seine Beobachtungen über die mehrheitlich jungen Leute und ihre Gewohnheiten. Dabei unternahm er eine erste empirische Volkszählung auf Pitcairn, indem er alle Einwohner namentlich und unter Nennung ihrer Nationalität, ihres Beziehungsstatus und teils ihres Alters erfasste. Er zählte 45 lebende Personen, 39 Engländer und 6 Tahitianerinnen. Von den Originalsiedlern lebten neben Adams noch fünf der Frauen sowie die Tochter von Teio. Auch für King erwies sich Smith/Adams als ein erzählfreudiger Gastgeber. Weil sein Schiff reichlich mit Vorräten beschenkt worden war, gewährte King am 5. März der gesamten Inselbevölkerung die Aufnahme auf sein Schiff. Während Adams so ein zweites Mal nach 1790 ein Schiff betreten konnte, war das für die meisten seiner „Kinder“ eine neue Erfahrung. Einige wurden seekrank, doch sahen sie so zum ersten Mal ihre Heimat von außen. An Bord vollzog King eine ordentliche Trauung von Dinah Adams und Edward Quintal, die seit einiger Zeit in loser Partnerschaft zusammengelebt hatten. Die Pitcairner beschenkte er mit einem Walfangboot, je einen Amboss und Anker, Rasiermesser, Kämme und Bücher. Das Ersuchen zweier Seemänner der Elizabeth zum freiwilligen Verbleib auf der Insel lehnte King ab. Noch am selben Tag stach er wieder in See mit dem Versprechen einer Rückkehr. Kap Horn umrundend und über St. Helena reisend, erreichte er am 13. Juli 1819 das heimatliche Deptford.
Am späten Nachmittag des 10. April 1821 erreichte das britische Transportschiff Surry unter Master Thomas Raine die Küste vor Pitcairn. Er segelte von Valparaiso kommend mit dem Ziel Port Jackson und beabsichtigte dabei die im Vorjahr auf Henderson-Island gestrandeten Seeleute des amerikanischen Walfängers Essex zu retten. Aber für einen Landgang auf Pitcairn am folgenden Tag nahm er sich die Zeit, wo er auf einen erkrankten Adams traf. Angeblich hätten zuvor Walfänger, die sich etwa eine Woche lang auf Pitcairn aufgehalten haben, eine Krankheit eingeschleppt, an der sich mehrere Einwohner infiziert hätten. Raine wusste später zu berichten, dass zwischen King und ihm der amerikanische Walfänger Stanton (Kapitän Birch) und dann erneut die britische Elizabeth – nun unter einem Kapitän Douglas – die Insel angefahren hätten, wenngleich dafür keine Berichte vorliegen. Ihm gegenüber hatte Adams auch erstmals behauptet, dass Lieutenant Bligh auf der Bounty eine Ausgabe von Carterets Reisebericht mitgeführt habe, anhand dem Christian die Niederlassung der Meuterer auf Pitcairn geplant habe. Raine zählte 49 Einwohner und erkundete die Insel („It was a complete “Rob Roy” scene“). Nach zwei Übernachtungen ging Raine am 13. April 1821 wieder an Bord. Im Tausch für Lebensmittel ließ er zwei Gewehre, Pulver, Bücher (darunter ein Lexikon) und einen Ziegenbock zurück, da der von Henderson zurückgelassene Bock früh verstorben war. Aufgrund von Flaute konnte Raine seine Fahrt erst am nächsten Tag wiederaufnehmen.

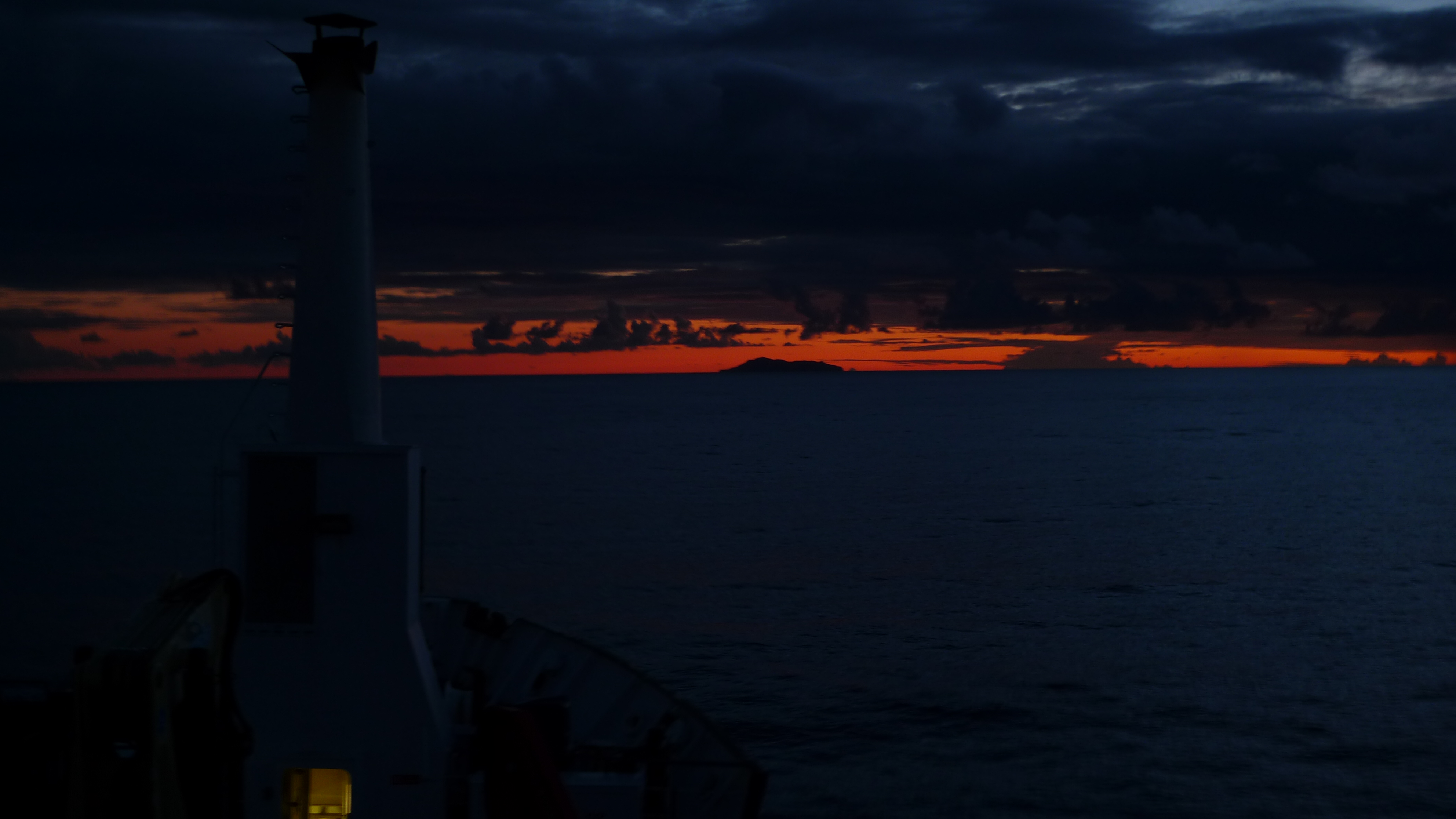
Die Silhouette von Pitcairn vor der aufgehenden Sonne, wie Dr. Frederick Debell Bennett sie 1834 erstmals sah.

Pitcairn wurde nun jährlich mehrmals von Schiffen angefahren, zumeist von amerikanischen Walfängern, die sich hier im Tauschhandel versorgen konnten, wobei es nicht immer zu einem Landgang ihrer Besatzung kam. Doch machte die Versorgung der Insel mit Gebrauchsgütern, neuer Kleidung und Informationen ihre Bevölkerung zunehmend abhängig von einer intakten Walfangindustrie. Gelegentliche Spenden aus England und den Kolonien machten dagegen nur einen Bruchteil ihres Imports aus. Am 5. Mai 1823 machte die Hercules unter John Henderson auf ihrem Weg von Calcutta nach England wieder Halt mit einer Ladung gespendeter Versorgungsgüter und nützlicher Gerätschaften. Er zählte 53 Bewohner. Eine kurze Meldung darüber verfasste er vor der chilenischen Küste. Bedeutend war die Passage der britischen Cyrus unter John Hall am 10. Dezember 1823, weil zwei ihrer Besatzungsmitglieder, John Buffett und John Evans, sich zum freiwilligen Verbleib auf Pitcairn entschieden und so die ersten Neusiedler seit 1790 wurden. Binnen zwei Monaten heirateten sie in hiesiger Gesellschaft ein und vor allem Buffett sollte sich um sie verdient machen, als Gründer der Inselschule. Mit seiner Autobiografie wurde er nach Edward Young der zweite Chronist der Geschichte von Pitcairn. Auch begann er auf Grundlage von Youngs Aufzeichnungen mit der Abfassung eines Inselregisters, in dem Geburten, Sterbefälle und bedeutende Ereignisse der Inselgeschichte festgehalten wurden.
Am 26. Januar 1824 entdeckte der Walfänger Oeno aus Nantucket unter George Worth ein nahes Atoll, das er nach seinem Schiff benannte.
Vom 4. bis 21. Dezember 1825 hielt sich Kapitän Frederick W. Beechey mit der HMS Blossom auf seiner Forschungsreise durch den Pazifik befindlich auf Pitcairn auf. In seinem Bericht, für den er das von Edward Young angelegte Nachrichtenjournal transkribierte, unternahm er die umfangreichste Bestandsaufnahme über die Insel, die er detailliert in ihrer geologischen und natürlichen Beschaffenheit, ihrer klimatischen Verhältnisse und ihres landwirtschaftlichen Potenzials beschrieb. Seine Beobachtungen schlossen auch die Inselbevölkerung ein, ihrer sozialen Verhältnisse und Gestaltung der kommunalen Selbstverwaltung. Es gab inzwischen ein Kirchengebäude, das abseits seiner religiösen Funktion auch als Schule genutzt wurde, die regelmäßig stattfand. Adams und John Buffett, der im allgemeinen Ansehen seinem Schwiegervater in Nichts nachstand, führten mittlerweile arbeitsteilig die Gemeinde. Während der Patriarch sich nur noch auf das Lesen der Gebete und Abhaltung der Tauf- und Trauzeremonien beschränkte, wurden die Predigten von Buffett übernommen, der zugleich der Schulleiter war. Bei ihm lernten die Kinder Lesen, Schreiben und Arithmetik. Beechey erkannte allerdings ihre medizinische Unterversorgung. Gegen Krankheiten kannten die Pitcairner nur das Anwenden von Salzwasser und Aufgüssen. Bei starkem Regen und Kontakt mit fremden Menschen traten bei ihnen Plethora und Geschwüre auf. Dennoch bescheinigte er ihnen aufgrund ihrer Ernährung und Bewegung eine insgesamt robuste Gesundheit mit einer weit niedrigeren Sterblichkeitsrate als bei den gesündesten europäischen Nationen. In seiner unternommenen Volkszählung kam er zu dem Schluss, dass die seltenen vorzeitigen Todesfälle auf der Insel Unfällen und nicht Krankheiten geschuldet waren. Trotz der von ihm bescheinigten Vitalität der Inselgemeinschaft sah Beechey mit seiner Zählung von 66 Einwohnern auch das Problem einer schon bald eintretenden Überbevölkerung voraus. Schon jetzt wurde der gesamte kultivierbare Boden genutzt und sind die Grenzen einer autarken Selbstversorgung bald erreicht. Auch Adams war sich des Problems bewusst und hatte vor allem auch die zunehmend unsichere Wasserversorgung bei einer steigenden Population angemahnt. An Beechey trat er mit der Bitte heran, eine Verringerung der Bevölkerung oder gar ihre gesamte Evakuierung in Betracht zu ziehen.
Sarah Christian, Tochter von Teio und Schwiegertochter von Mauatua, starb am 7. März 1826 im Alter von 37, nun nur noch Adams und vier Frauen der Originalsiedler auf Pitcairn zurücklassend. Noch im selben Jahr verließ Jane Quintal als erste gebürtige Pitcairnerin die Insel für immer mit dem Walfänger Lovley Ann aus London. Ihrer Emigration soll ein Streit mit ihrem Bruder Arthur Quintal vorausgegangen sein. Mittlerweile verheiratet lebte sie 1829 auf Rurutu. Dort nach ihren Gründen gefragt, gab sie einen Mangel an Männern zum Heiraten und die räumliche Enge von Pitcairn an. Einen Rückkehrwunsch hege sie nicht. Dafür gewann die Insel im Spätjahr 1828 einen Neusiedler, als sich George Hunn Nobbs hier dauerhaft niederließ. Er war als Maat einer Sloop nach Pitcairn gekommen, deren erkrankter Kapitän hier Suizid beging. Akademisch gebildet erlangte Nobbs schnell die Anerkennung eines Teils der Bevölkerung und suchte Buffett in der Schul- und Kirchenleitung zu verdrängen.

### 1829 – Tod des Inselpatriarchen und letzten Meuterers
Am 5. März 1829 starb John Adams, nachdem er ohne Hut in der Sonne an Deck eines Perlentauchers stehend einen Hitzeschlag erlitten hatte. Nur wenige Tage später starb auch seine Frau Teio.

### 1831 – Umsiedlungsversuch nach Tahiti
Noch auf der Insel hatte Beechey 1825 ein Schreiben an die Admiralität adressiert und darin eine baldige Evakuierung der Bevölkerung Pitcairns angemahnt. In London nahm sich der Sekretär John Barrow der Sache an, der die Pitcairner für ein Kolonialprojekt in New South Wales oder auf Bathurst Island verwenden wollte. Doch es war dem Einwirken des Missionars von Tahiti, Rev. Henry Nott, geschuldet, dass die Entscheidung zu einer Evakuierung der Pitcairner auf ihre „Mutterinsel“ fiel. Dieser war seit über dreißig Jahren auf Tahiti in der Etablierung des Christentums engagiert und versprach sich durch eine Ansiedelung der christlichen Pitcairner einen entscheidenden Schub. Die zurückgekehrte Teehuteatuaenoa war hier auf ihn getroffen und hatte ihm vom Willen vieler Pitcairner zum Verlassen ihrer Insel berichtet. Auch hatte er die Unterstützung der Königin Pomaré IV., die um Siedler für ihr Hauptstadtprojekt Papeete warb.
Am 15. März 1830 erreichte die HMS Seringapatam unter William Waldegrave die Insel, deren Bewohner er noch immer gespalten im Streit zwischen Buffett und Nobbs vorfand. Letzterer führte nun die Schule und auch das Inselregister, womit dieser de facto die neue Autorität der Gemeinde darstellte. Im Namen der britischen Regierung führte Waldegrave Kleidung, Agrargerätschaften sowie Schafe, Gänse und Moschusenten für Pitcairn mit. Er beobachtete bei den Pitcairnerinnen eine veränderte, den europäischen Sitten angepasste, Bekleidungsgewohnheit, die nun bevorzugt bis zu den Knien reichende weiße Tapa-Kleider von den Schultern herab trugen.
Am 28. Februar 1831 ging der Verband der HMS Comet und der Bark Lucy Ann unter Com. Alexander Sandilands vor Pitcairn mit dem Auftrag vor Anker, die gesamte Inselbevölkerung nach Tahiti zu deportieren. Obwohl die nunmehr 86 Menschen zählende Gemeinde unter einem erkennbaren Wassermangel litt, zeigte sich ein Großteil von ihr widerstrebt die Heimat zu verlassen. Doch am 6. März waren alle an Bord der Lucy Ann in See gegangen, ausgestattet mit Vorräten für mehrere Monate. Während der Überfahrt wurde ein Kind geboren. Schon kurz nach ihrer Ankunft in Papeete am 21. März mündete das Siedlungsprojekt in einer Katastrophe, als unter den nicht immunisierten Pitcairnern sofort die Influenza ausbrach. Am 23. April starb Thursday October Christian als erster von ihnen und auch das gerade erst geborene Kind starb wenige Tage alt. Unter den Todesopfern waren mit Mareva (alias „Prudence“) und Toofaiti (alias „Nancy“) auch zwei der letzten vier Originalsiedler. Angeführt von der Buffett-Familie waren mehrere Pitcairner schon am 24. April an Bord eines Schoners gegangen, der das Ziel Mangareva hatte. Doch wurden sie durch widrige Winde an Lord Hood Island (Süd-Marutea) abgedrängt und dort zurückgelassen, als der Schoner zurück nach Tahiti wendete. Drei Wochen auf dem Atoll ausharrend nahm sie hier die französische Brig Le Courrier de Bordeaux auf, mit der sie am 27. Juni wieder Pitcairn erreichten. In der Zeit ihrer Abwesenheit hatten die Schweine Schäden an den Plantagen verursacht und die Häuser wurden von Eingeborenen von Bora Bora verwüstet, die auf französischen Frachtern dienend hier Halt gemacht hatten.
Die auf Tahiti zurückgebliebenen Pitcairner waren angesichts der Todesfälle in eine Depression verfallen, der einige mit Alkohol begegneten. Unterstützt mit Spenden aus der europäischen Siedlergesellschaft und Missionaren konnten sie schließlich eine Heuer von $200 – der sie Kupferbeschläge der Bounty dazulegten – für eine Passage auf dem amerikanischen Walfänger Charles Daggett unter Kapitän William Driver aufbringen, mit dem sie alle am 14. August in See gingen. Zwei Tage zuvor hatten sie ein Dankschreiben an den Eigner des Schiffes in Salem (Massachusetts) adressiert. Am 2. September 1831 wurde die Gemeinde auf Pitcairn wiedervereint. Insgesamt hatte sie 17 Mitglieder verloren, von denen einige noch erkrankt auf Pitcairn starben. Während dieser Zeit wurde im Südpazifik am 7. August 1831 eine Sonnenfinsternis beobachtet.

### 1832–1837 – Diktatur von Joshua Hill
Noch über ein Jahr nach ihrer Rückkehr hatte sich die Inselgemeinde von dem Desaster auf Tahiti nicht erholt. Von dort mitgebracht hatte ein erheblicher Teil den Alkoholismus, um den Schmerz der Verluste zu betäuben. Die einst strikte Abstinenz gegenüber dem Taro-Schnaps wurde fallengelassen und Destillen nun permanent betrieben. In diesem Zustand der allgemeinen Depression traf am Sonntag, den 28. Oktober 1832 von Tahiti kommend Joshua Hill auf der Bark Maria (Capt. Thomas Ebriel) auf Pitcairn ein. Gegenüber den Einwohnern behauptete er, von der britischen Regierung mit der Übernahme der Schul- und Kirchenleitung autorisiert worden zu sein. Da die Pitcairner in ihrer Situation nichts weniger wollten, als die materielle und politische Unterstützung des britischen Imperiums zu verlieren, hinterfragten sie seine Glaubwürdigkeit nicht. Und nachdem George Nobbs durch den Vorwurf des Alkoholismus diskreditiert war, konnte Hill binnen kürzester Zeit die Mehrheit der Bevölkerung hinter sich bringen und so das Lehreramt einschließlich der Registerführung übernehmen.

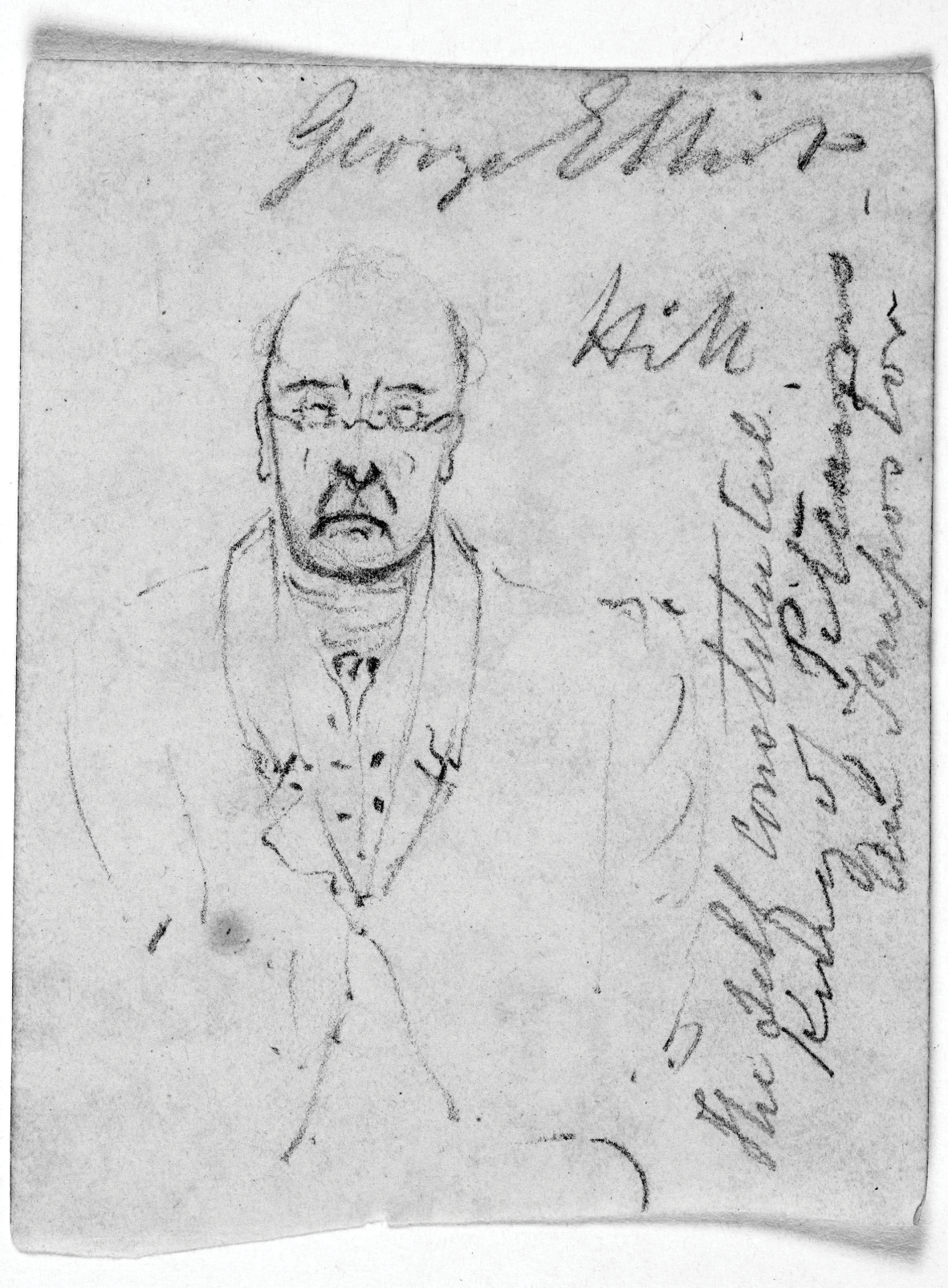
„George Elliot / Hill / the self constituded King of Pitcairns / an Impostor“ – Darstellung Joshua Hills von Sir George Elliot, 1838.

Sofort ging Hill daran, die Verhältnisse auf Pitcairn im Sinne seines Machterhalts umzugestalten. Durch die Bildung eines je dreiköpfigen Ältestenrats (Elders) und Beratergremiums (Councillors), die beide mit den angesehensten Gemeindemitgliedern besetzt wurden, schuf er sich Loyalitäten. Über beide Gremien stellte er sich als Präsident. Drei weitere jüngere Mitglieder machte er zu seinem ausführenden Gefolge (Cadets) und sicherte sich durch das Horten aller Feuerwaffen der Insel ein Gewaltmonopol. Die öffentliche Meinung dominierte er mit einem Erlass zum Verbot aller Versammlungen mit Ausnahme der Sonntagspredigt, die er als Kirchenleiter abhielt. Vor allem betrieb er die gesellschaftliche Isolierung von Nobbs, in dessen Haus unter Strafandrohung keine Treffen mehr stattfinden durften. Bücher wurden einer Zensur unterworfen und ohne seine ausdrückliche Genehmigung durften keine Bücher mehr importiert werden. Um die drei englischen Zugezogenen Nobbs, Buffett und Evans – seine potentiell größten Rivalen – auszuschalten, erließ Hill ein Gesetz zur Landbeschlagnahmung, indem Ehen von Pitcairnern mit Auswärtigen bei drohender Enteignung und Exil verboten wurden. Nur wenige Monate nach Hills Ankunft erreichte im Mai 1833 die HMS Challenger unter Kapitän Charles Fremantle die Insel, der sich in den zwei Tagen seines Aufenthalts einen Eindruck über die Situation der zurückgekehrten Gemeinde verschaffen wollte. Über das Wirken des „Gentleman Hill“ fand er in seinem auf See geschriebenen Bericht vom 30. Mai 1833 lobende Worte, insbesondere über die von ihm veranlasste Zerstörung der Destillen.
Nach der Abreise der Challenger wurde Hills Regierungsführung zunehmend selbstherrlicher. Widerspruch wurde mit Arbeitsdienst oder mit Auspeitschung bestraft. Buffett warf ihm vor, wie ein kleiner König aufzutreten. Vom 7. bis 8. März 1834 lag der britische Walfänger Tuscan (Capt. Thomas Stavers) vor Pitcairn, dessen Schiffsarzt Frederick Debell Bennett seine Eindrücke zu Papier gab. Als erster Besucher interessierte er sich für die hier aufzufindenden Artefakte der früheren polynesischen Besiedelung. Ebenfalls beobachtete er die Praktizierung des Surfsports durch die Pitcairner, die auf Holzbrettern stehend die Brandung entlang ritten. Er mutmaßte zudem, dass Fletcher Christian einst auf dem entsprechenden Breitengrad nach Pitcairn gesegelt sein musste. In der Anwesenheit der Tuscan erkannte Hill eine Chance seine Macht zu festigen, indem er die Verbannung von Nobbs, Buffett und Evans samt Familien anordnete, die mit dem Schiff die Insel verlassen mussten. Doch hatte er damit das Ende seiner Herrschaft eingeläutet, da auch der damalige von allen angesehene Inselälteste George Adams sich den Exilanten anschloss. Von Mangareva und Tahiti aus nahmen die Exilanten Kontakt mit der britischen Admiralität und Kolonialverwaltung auf und unterrichteten diese über die Vorgänge auf Pitcairn, worauf Hill als Hochstapler entlarvt wurde. Aber noch bevor auf Pitcairn die britischen Autoritäten einschreiten konnten, verlor dort Hill's Herrschaft an Zustimmung. Die Opposition rief die Verbannten aus ihrem Exil zurück und noch im September 1834 kehrte Buffett auf der amerikanischen Brig Olivia (Capt. Kendal) zurück nach Pitcairn. Hill versuchte seine Anlandung zu verhindern, doch wurde er wiederum von seinen Gegnern daran gehindert. Auch konnte er im darauffolgenden September nicht die Rückkehr von Nobbs, Evans und Adams verhindern.
Fortan war die Gesellschaft auf Pitcairn in die Anhänger von Nobbs und Hill gespalten, die beide je eine eigene Schule und Kirche führten. Doch dieser Zustand wurde mit der Ankunft der HMS Acteaon unter Lord Edward Russell (ein Sohn des 6. Duke of Bedford) am 11. Januar 1837 beendet. Dieser unterrichtete die Bevölkerung von der Hochstapelei Hills, der nie von der Regierung autorisiert worden war, worauf dessen Herrschaft zusammenbrach. Die Pitcairner wanden sich nun wieder Nobbs als ihren alleinigen Schul- und Kirchenleiter zu und stellten ihre althergebrachten Verhältnisse vor der Hill-Herrschaft wieder her. Hill wurde im Regierungsauftrag am 9. Dezember 1837 von der HMS Imogene (Capt. H. W. Bruce) von der Insel deportiert.

## Vom Freistaat zur britischen Kronkolonie

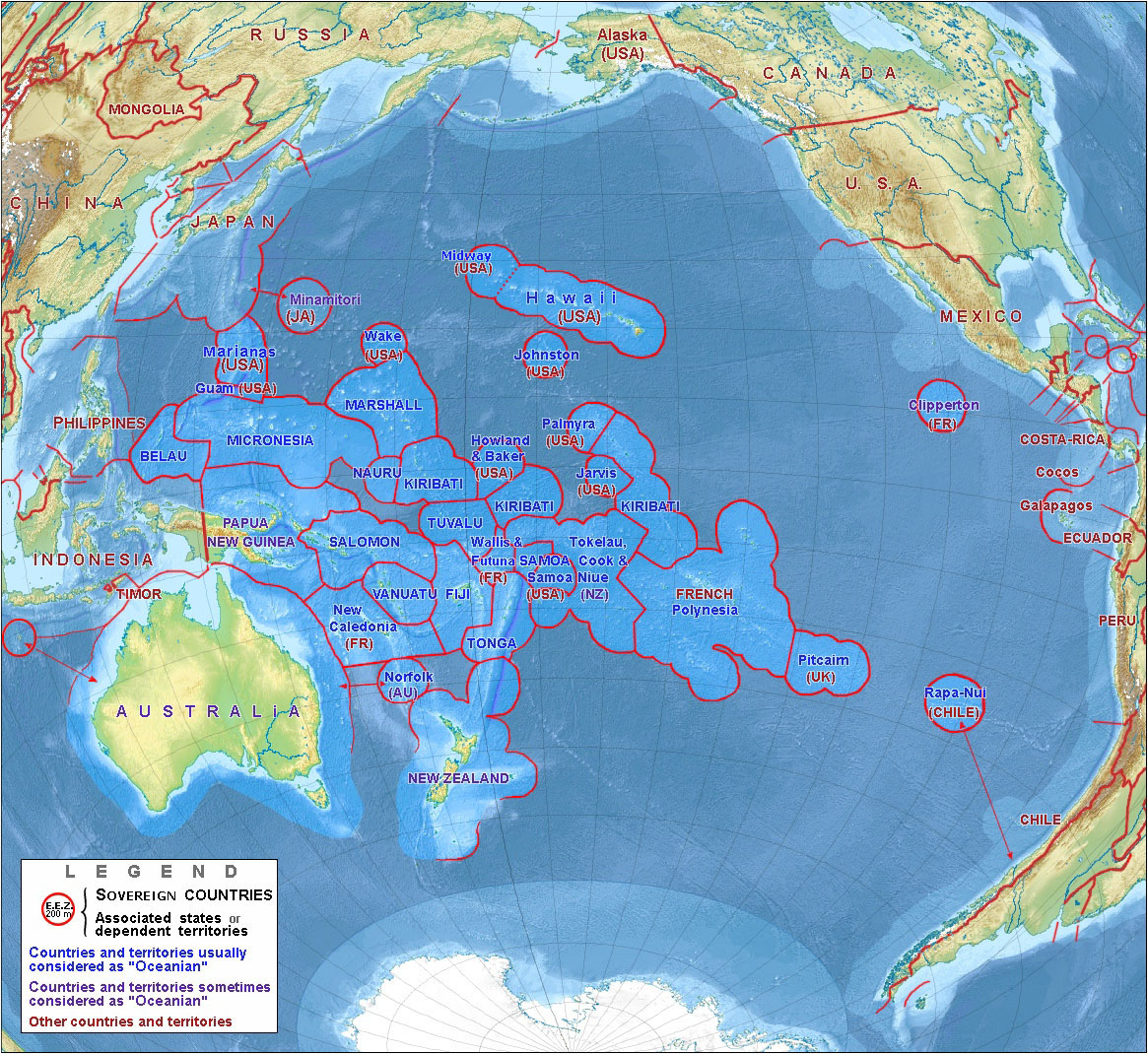
Die Staatenwelt des pazifischen Ozeaniens.

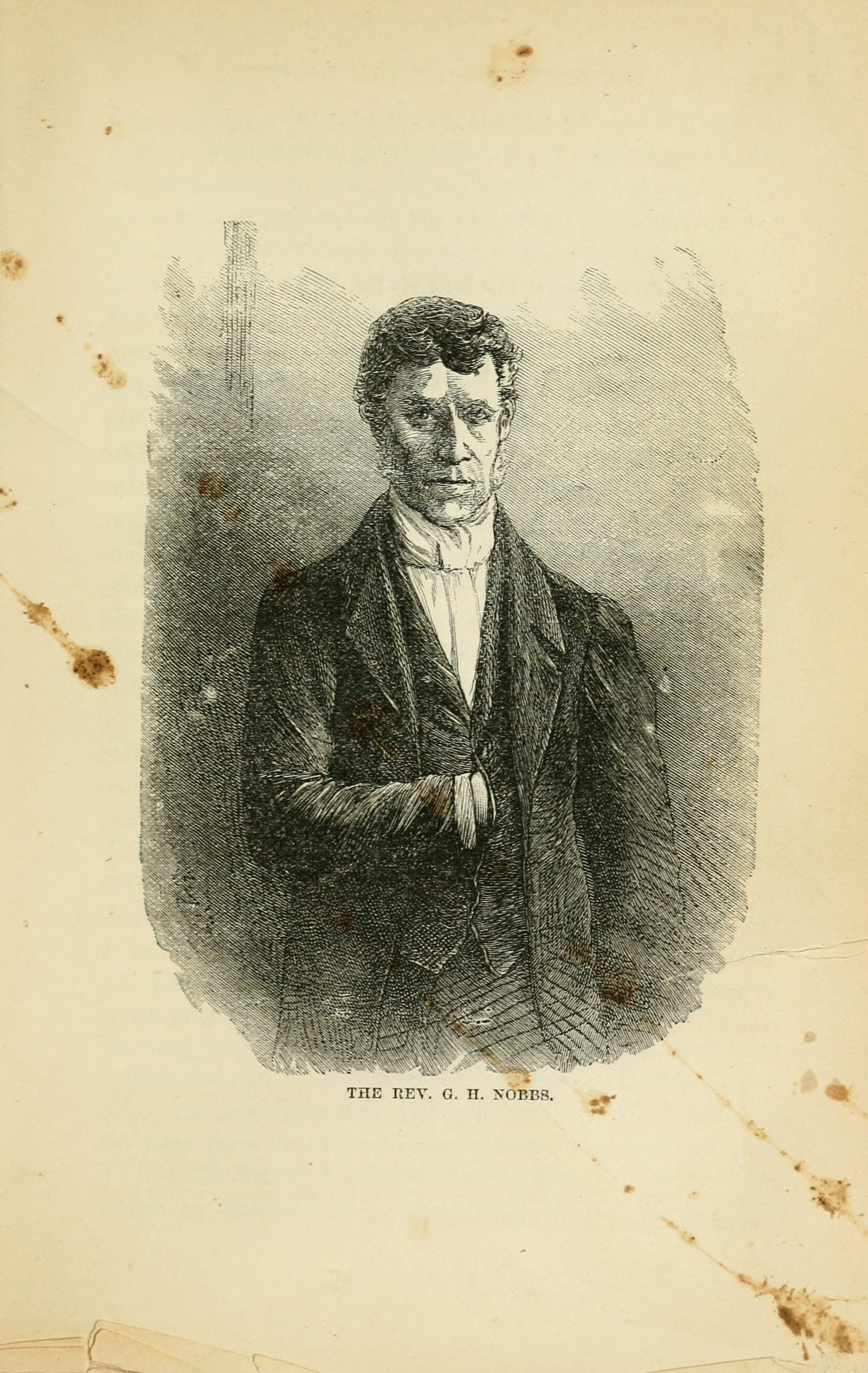
George Hunn Nobbs nach einer Fotografie von James Glen Wilson, Norfolk Island, 1856. In: The Mutineers of the Bounty and their descendants in Pitcairn and Norfolk Islands (1870) von Lady Belcher.

### 1838 – Einrichtung einer repräsentativen Verfassung
Die Episode um Hill hatte die britische Kolonialverwaltung zur Klärung des Besitzstatus der Pitcairninseln veranlasst, die zwar von Nachkommen von Untertanen der britischen Krone bevölkert, von dieser aber nie in Besitz genommen wurde. Die Klärung schien nun umso dringlicher, als das koloniale Wettrennen der Großmächte wie Frankreich, Russland und der USA im Pazifikraum nach dem Zusammenbruch des spanischen Weltreiches wieder an Fahrt gewonnen hatte. Am 29. November 1838 ging das Kriegsschiff HMS Fly vor Pitcairn vor Anker. Noch am selben Tag hisste Kapitän Russell Elliott die britische Seedienstflagge (Blue Ensign) und erklärte im Namen der britischen Krone die Insel zu deren Besitz.
Verbunden mit der Inbesitznahme und Gewährung aller Schutzgarantien seitens der Krone war die Forderung nach der Einrichtung einer repräsentativen Verfassung, in der die zivile Verwaltung und Gerichtsbarkeit zukünftig von der religiösen Führung getrennt werden sollte. Dazu waren alle volljährigen Bürger Pitcairns dazu aufgerufen, jährlich einen Magistrat zu wählen, dem die Führung des Registers und Vorsitz des zweiköpfigen Gemeinderates obliegen sollte. Der Magistrat allein war dazu ermächtigt, für die Gemeinde zur Regierung ihrer Majestät zu sprechen. Das Wahlreglement wurde laut Buffett von Captain Elliott festgelegt, der die Volljährigkeit ab dem Alter von 18 Jahren definierte und Männer wie Frauen zur Wahl zuließ. Damit hatte er zugleich ein Frauenwahlrecht auf Pitcairn eingeführt, das so zur damaligen Zeit weder im britischen Mutterland noch in irgendeinem anderen Land der Welt existierte. Zum ersten Magistrat wurde Edward Quintal gewählt, dem bereits Kapitän Waldegrave acht Jahre zuvor die höchste Eignung zur Führung der Inselgemeinde zuerkannt hatte. George Nobbs verblieb in seiner Stellung als Kirchen- und Schulleiter und stand bei den Pitcairnern weiter in hohem Ansehen. In seiner Schule wurde bis spätestens 1848 neben Lesen, Schreiben und Arithmetik auch Geographie und Geschichte gelehrt. Später übernahm er auch die Aufgaben eines Arztes. John Buffett machte ihm seine Stellung nicht mehr streitig und übergab ihm 1839 auch die Registerführung.
Am 9. November 1839 empfing Pitcairn erstmals ein ehemaliges Staatsoberhaupt auf seinem Boden, als der exilierte Expräsident von Chile Ramón Freire mit der britischen HMS Sparrowhawk (Capt. Shepherd) die Insel besuchte.

### 1840 – Erster Influenza-Ausbruch
Im Sommer 1840 brach die Influenza erstmals auf Pitcairn aus, an der zwanzig Einwohner erkrankten. Dr. William Gunn, Schiffsarzt der HMS Curaçoa (Capt. Jenkin Jones), die vom 18. bis 20. August 1841 vor Anker lag, konnte die Epidemie eindämmen und einen Heilungsprozess einleiten, wofür ihm aus Dank ein Schlüssel von der Bounty geschenkt wurde. Doch als Spätfolge der Krankheit starb am 19. September 1841 Mauatua („Isabella“) als Vorletzte der Originalsiedler. Die Krankheit sollte in den folgenden Jahren wiederholt grassieren.
1845 wurden zwei der Kanonen der Bounty aus dem Meer geborgen und eine davon zum Schuss gebracht. Noch im selben Jahr wurde die Insel am 16. April vom stärksten je registrierten Sturm erfasst, der einen Erdrutsch an einem der Berghänge verursachte und etwa 300 Kokospalmen entwurzelte. Menschen kamen nicht zu Schaden. Im März 1848 ging die HMS Calypso (Capt. Henry John Worth) vor Anker, deren Schiffsarzt Dr. Domet sich als erstem Europäer die von den polynesischen Erstbewohnern zurückgelassenen Petroglyphen zeigen ließ. Dazu musste er sich an der betreffenden Klippe am südöstlichen Küstenabschnitt hinabseilen lassen, der seither als „Down Rope“ (Abseil) bekannt ist. Der Halt der HMS Daphne (Capt. Edward Gennys Fanshawe) vom 11. bis 12. August 1849 führte zu einem neuen Influenzaausbruch, unter dessen Eindruck am 23. Januar 1850 anlässlich des sechzigsten Jahrestages der Anlandung der Bounty erstmals der Bounty Day begangen wurde, der seither der Nationalfeiertag der Pitcairner ist. Vom 23. März bis 13. April hielt sich der spätere neuseeländische Parlamentsabgeordnete Walter Brodie auf Pitcairn auf. Auch er ließ sich die Petroglyphen zeigen und nahm dafür den beschwerlichen Abstieg die Klippen hinunter in Kauf. Über die Gemeinschaft der Pitcairner fand er anerkennende Worte („It is the realisation of Arcadia,…all living as one family, a commonwealth of brothers and sisters“).

### 1850 – Tod der letzten Originalsiedlerin
Am 15. Juli 1850 starb an den Folgen des vergangenen Krankheitsausbruchs mit Teraura („Susannah“) die letzte der achtundzwanzig Originalsiedler.

## Exodus nach Norfolk

### 1843–1853 – Suche nach einer neuen Heimat
Die wiederholt auftretenden Krankheiten hatten keinen negativen Effekt auf die Bevölkerungsentwicklung Pitcairns zur Folge. Die Population wuchs auch nach der gescheiterten Umsiedelung nach Tahiti kontinuierlich und hatte sich bis 1852 im Vergleich zu 1831 mehr als verdoppelt, weshalb die Suche nach einer alternativen Niederlassung weiter das bestimmende Thema blieb. 1843 unternahmen Pitcairner auf einem Walfänger eine erste Expedition nach Henderson Island, die zwar größer als Pitcairn war, aber keine offene Süßwasserquelle aufwies. Der Fund von acht menschlichen Skeletten beendete die Erkundung mit einem ernüchternden Ergebnis. 1847 richtete Nobbs erstmals ein Schreiben an den Generalkonsul für die pazifischen Inseln mit einer Anfrage zur Suche nach einer neuen Heimat für seine Gemeinde.
Nach seinem Aufenthalt auf Pitcairn 1850 hatte sich Walter Brodie dem Anliegen der Gemeinde angenommen und es nach seiner Ankunft in England im Januar 1851 in London zum Thema gemacht. Auf seine Initiative wurde der Pitcairn’s Island Fund gegründet. Im August 1852 wurde auf Pitcairn der Befehlshaber der Pacific Station, Admiral Fairfax Moresby, als bislang höchster britischer Würdenträger empfangen. Auch er wurde sich der Dringlichkeit einer Umsiedelung bewusst und übernahm für Nobbs die Finanzierung einer Reise nach London auf seinem Schiff, der HMS Portland. Deren Schiffkaplan musste wiederum auf Befehl des Admirals während Nobbs Abwesenheit die Vertretung der Schulleitung sowie der medizinischen Versorgung auf Pitcairn übernehmen. In England wurde Nobbs vom Bischof von London zum ordentlichen Priester ordiniert und von Prinzgemahl Albert empfangen. Hier machte Nobbs auch die Bekanntschaft mit Lady Diana Jolliffe Belcher, einer Stieftochter von Peter Heywood, mit der er Zeit seines Lebens in Kontakt blieb und die mit ihrem Werk über die Meuterer der Bounty und deren Nachkommen zu einer wichtigen Chronistin von deren Geschichte wurde.
Während Nobbs' Abwesenheit hatten die Pitcairner zwei weitere Male die Hendersoninsel mit dem abschließenden Ergebnis erkundet, dass deren Boden für eine landwirtschaftliche Nutzung ungeeignet sei. Zeitgleich aber hatte Brodie in London erfolgreich für ihre Umsiedelung auf die ehemalige Sträflingskolonie Norfolk Island geworben, worüber der Gouverneur von New South Wales in einem amtlichen Schreiben vom 15. Dezember 1852 erstmals unterrichtet wurde. Zwei Tage darauf trat Nobbs seine Heimreise ausgestattet mit Spendengeldern an, die der Pitcairn’s Island Fund gesammelt hatte.
Nobbs kehrte am 15. Mai 1853 auf der HMS Portland nach Pitcairn zurück, in der einmal mehr die Influenza grassierte. Nachdem er seiner Gemeinde den Norfolk-Plan vorgestellt hatte, der wenig später durch Admiral Moresby von Seiten der Regierung offiziell gemacht wurde, kam er in einer Volksversammlung zur Abstimmung. Norfolk war etwa zehn Mal so groß wie Pitcairn, besaß feste Gebäude aus Stein und jede Familie sollte mit Landparzellen zur landwirtschaftlichen Nutzung ausgestattet werden. Auch begünstigte ihre Lage nah an den Kolonien in Neuseeland und Australien einen weitaus besseren Schutz durch die Royal Navy im Vergleich zu dem weit abgelegenen Pitcairn. Der Plan wurde von zwei Drittel der Stimmberechtigten angenommen, doch die von George Adams angeführte Opposition blieb hartnäckig. Die Aufgabe des Landes, auf dem sein Vater beerdigt lag, konnte er nicht hinnehmen. Doch nachdem eine zweite Abstimmung zum gleichen Ergebnis kam, gab die Opposition den Widerstand auf und erklärte sich zur Umsiedelung bereit. Zu groß war die Befürchtung, dass bei einer Spaltung der Gemeinde die auf Pitcairn Zurückbleibenden den Schutz der Krone verlieren würden. Bereits 1844 war Tahiti und ein bedeutender Teil der Südpazifikinseln unter das französische Protektorat (Französisch-Polynesien) gefallen, dem man auf einem schutzlosen Pitcairn nicht anheimfallen wollte. Die von den Pitcairnern an die britische Regierung gerichtete Petition zur Annahme des Vorschlages wurde noch im selben Jahr angenommen und für das folgende Jahr die Übersiedelung angekündigt.
Noch am Tag seiner Rückkehr am 15. Mai 1853 hatte Nobbs ein eigenes Tagebuch und Register (Diary and Register) begonnen, in dem er die Ereignisse seiner Gemeinde detaillierter beschrieb als in dem von Buffett begonnenen Inselregister. Dieses führte er parallel noch bis zum Jahresende 1854 weiter und stellte es dann ein.

### 1856 – Abreise nach Norfolk
Am 21. April 1856 wurde um 10:00 Uhr vom Fels von St. Pauls am Südostende der Insel das Transportschiff Morayshire (Capt. Joseph Mathers) gesichtet. Nachdem eine Woche lang alles Gepäck, Nutztiere, Saatgut und Gerätschaften an Bord gebracht wurden – von den Relikten der Bounty wurden lediglich eine Kanone und der Amboss mitgeführt – wurde am 1. Mai der letzte Gottesdienst gehalten. Nach einem abschließenden Besuch auf dem Friedhof ging die gesamte Gemeinde – insgesamt 194 Personen – am 3. Mai an Bord, von Nobbs als „Exodus“ beschrieben. Am selben Tag um 16:00 Uhr wurde die Fahrt aufgenommen. Angeblich soll die gesamte Gemeinde solange an Deck verblieben sein, bis Pitcairn am Horizont verschwand. Während der einmonatigen Überfahrt wurde ein weiteres Kind geboren. Am 6. Juni wurde Norfolk am Horizont voraus gesichtet, an dem die Morayshire am 8. Juni anlegte und die Gemeinde von Bord ging.

### 1856 – Neuanfang auf Norfolk und Verlust der Autonomie
Als Teil des Van-Diemens-Landes war Norfolk ursprünglich eine Sträflingskolonie, die 1856 der Kolonie New South Wales unterstellt für die allgemeine Landerschließung geöffnet wurde. Die Transferierung der Pitcairner hierher diente der Förderung dieses Ansinnens. Doch war ihre Umsiedelung hierher mit zwei wesentlichen Verlusten für sie verbunden. Zum einen verloren sie ihre seit 1790 bestehende Autonomie und waren nun administrativ den Verwaltungsbehörden von New South Wales unterstellt. Konkret betraf dies die Besetzung ihrer Schulleitung, die sie nun nicht mehr, wie seit den Tagen von Smith/Adams gewohnt, selbst bestimmen konnten. Sehr zu ihrem Verdruss hatte Nobbs dieses Amt zugunsten eines von Sydney bestimmten Direktors aufgeben müssen. Zum anderen besaßen die Pitcairner kein Exklusivrecht auf ihre neue Heimat. Zwar stellten sie hier zunächst noch die Mehrheit und das von ihnen weitergeführte Magistrat stellte auch hier die zivile Selbstverwaltung der Insel dar, doch mussten sie den Zuzug gemeindefremder Siedler akzeptieren, die das gleiche Wahlrecht am Magistrat besaßen. Und es war abzusehen, dass die Pitcairner auf Norfolk schon bald nur noch eine Minderheit sein würden.

## Wiederbelebung der Kolonie

### 1858 – Erste Rückkehrer aus Norfolk
Der mit dem Umzug verbundene Gewinn an einen schnelleren kommunikativen Anschluss an den Rest der Welt sowie dem einfacheren Zugang zu weiterführenden Bildungsstätten und Erwerbsmöglichkeiten in Australien und Neuseeland konnte nicht bei jedem Pitcairner die Verluste aufwiegen. Mit Erlaubnis des Gouverneurs aber gegen den Widerstand von Reverend Nobbs gingen am 18. November 1858 die Familien der zwei Cousins Moses Young und William Mayhew Young – insgesamt 16 Personen – an Bord des Schoners Mary Ann, mit dem sie am 17. Januar 1859 in ihre alte Heimat zurückkehrten – fast auf den Tag genau 79 Jahre, nachdem ihre Vorfahren auf der Bounty die Insel erstmals betreten hatten. Laut Rosalind Amelia Young habe ihre Rückkehr Pitcairn für den Besitz der britischen Krone bewahrt, da kurz nach ihnen ein französisches Schiff namens Josephine gesichtet wurde, wohl mit der Absicht, die Insel für das französische Protektorat in Besitz zu nehmen. Doch sei den Franzosen die Anlandung wegen einer zu starken Brandung misslungen, so dass sie wieder abdrehten. In der Zeit der Abwesenheit hatte Pitcairn einigen amerikanischen Schiffbrüchigen als Asyl gedient, die ihr Schiff am Riff von Oeno verloren und aus einigen der Häuser ein Rettungsboot gebaut hatten.
Die Rückkehrer gingen daran, die mit Unkraut überwucherten Plantagen wiederherzustellen, verwildertes Nutzvieh einzufangen und die Häuser zu reparieren. Moses Young leitete den Gottesdienst nach der Liturgie der Kirche von England und die älteste Tochter der Familien übernahm für die Jüngeren die schulische Bildung. Noch bevor am 5. Oktober 1860 mit der HMS Calypso (Capt. Montresor) das erste Schiff vor Anker ging, war ein erstes Kind geboren worden. Gegenüber dem Kapitän gaben die beiden Youngs als Gründe für ihre Rückkehr die Gesundheit ihrer Frauen, die die klimatischen Bedingungen auf Norfolk nicht vertrugen, und ihre allgemeine Unzufriedenheit mit den dort herrschenden Verhältnissen an. Insbesondere wollten sie keinen fremden Schulmeister akzeptieren. Ihr Leben auf Pitcairn richteten beide Familien an den Regeln von John Adams aus. Die Verfassung von 1838 und das Magistrat würden erst dann restauriert, wenn ihre Kinder erwachsen und damit eine wahlberechtigte Bevölkerung vorhanden sei.

### 1863 – Weitere Rückkehrer aus Norfolk
Die HMS Charybdis hielt im Oktober 1862 einen Tag vor Pitcairn. Mit ihr nach Norfolk übermittelte Nachrichten bewogen dort eine weitere Gruppe aus 27 Personen in vier Familien zur Rückkehr, die am 18. Dezember 1863 auf dem Schoner St. Kilda in See gingen und am 2. Februar 1864 die Heimat erreichten. Unter ihnen waren mit den verwitweten Elizabeth Young (geb. Mills) und Hannah Young (geb. Adams) zwei Angehörige der ersten Generation und mit Samuel Warren ein gebürtiger Amerikaner als neues Gemeindemitglied. Mit der Ankunft der zweiten Rückkehrergruppe stieg die Bevölkerungszahl von Pitcairn auf 44 an; groß genug, um die Verfassung von 1838 wieder in Kraft treten zu lassen. Thursday October Christian II wurde zum ersten Magistrat nach der Rückkehr gewählt.

## Außenposten der Zivilisation

### Zunehmende Bedeutung als Rettungsstation von Schiffbrüchigen
Für die Rückkehrer folgten wieder Jahre der weitgehenden Isolation von der Außenwelt. Da Pitcairn nicht auf den Hauptrouten der Schifffahrt lag, konnte Briefpost nach Norfolk nur unregelmäßig versandt werden. Für vier Jahre von 1868 bis 1872 kehrte noch einmal John Buffett zurück, verbrachte seinen Lebensabend aber auf Norfolk. Seit dem Jahr 1873 häuften sich Schiffbrüche an den Riffen des Oeno-Atolls und Pitcairn wurde zur Rettungsstation der Schiffbrüchigen. Betroffen waren vor allem Schiffe auf der Route von San Francisco nach Chile mit amerikanischen Passagieren, die die Hilfsbereitschaft der Pitcairner in ihre Heimat kommunizierten und dort so der Insel zu einer gewissen Bekanntheit verhalfen. Vermehrt wurde die Insel seither mit Spenden und Sachgütern aus Amerika beschenkt. 1876 erhielt sie erstmals eine umfangreiche Bücherspende der Kirche der Siebenten-Tags-Adventisten aus Michigan, nachdem sich Angehörige von ihnen nach einem Schiffbruch nach Pitcairn retten konnten. Im Januar 1875 wurde das vor Pitcairn ankernde britische Schiff Cornwallis aus Liverpool bei rauer See von seiner Verankerung gerissen, zerschellte an den Klippen und sank. Die Passagiere befanden sich zwar auf der Insel, aber wenige Tage darauf wurde der zwölfjährige Sohn einer Passagierin beim Versuch, Treibgut zu bergen, von der Brandung erfasst und ertrank.
Am 8. September 1878 wurde Pitcairn erstmals seit der Rückkehr von einem hohen Repräsentanten der Krone besucht. Der Befehlshaber der Pacific Station, Konteradmiral Algernon de Horsey, verschaffte sich einen Überblick über den Zustand der wiederbelebten Kolonie. Er zählte 90 Einwohner, die über keinen Kontakt nach Tahiti und nur selten nach Norfolk verfügten, der über gelegentlich vorbeifahrende Schiffe möglich war. Aber die Versorgung mit Nahrung funktionierte autark und der Admiral bemerkte die strenge Abstinenz der Bewohner gegenüber Alkohol („a drunkard is unknown“). Kirche und Schule wurden inzwischen von Simon Young geleitet, dessen Tochter Rosalind Amelia Young ihm im Unterricht assistierte. Gemeindeältester war Thursday October Christian II. Der Admiral versprach die Lieferung nützlicher Güter, Werkzeuge und – als Signalkennung für anfahrende Schiffe – eines Union Jack. Der Regierung übermittelte er die Empfehlung, Pitcairn mindestens einmal im Jahr von einem Kriegsschiff anfahren zu lassen.

### 1886 – Konvertierung zum Glauben der Siebenten-Tags-Adventisten
Ab dem Jahr 1880 nahm die Verbindung Pitcairns zum Rest der Welt wieder zu. Pitcairner unternahmen nun Reisen nach England, den USA und Australien. Umgekehrt nahm die Spendenbereitschaft für die Insel zu, besonders aus den USA – betrieben von den Siebenten-Tags-Adventisten. Am 18. Oktober 1886 erreichte deren Missionar John Tay auf der HMS Pelican die Insel und übernahm für einen Monat die Schulleitung. Noch während seiner Anwesenheit entschloss sich eine Mehrheit der Insulaner zur Annahme der Lehre der Kirche der Siebenten-Tags-Adventisten. Bedenken hinsichtlich eines möglichen Verlusts der Schutzgarantien seitens der britischen Krone wurden bei einer Gemeindeversammlung im März 1887 fallen gelassen, als man sich zur allgemeinen Konvertierung entschloss und die seit den Tagen von John Adams praktizierte Liturgie der Kirche von England einstellte. Die Konvertierung hatte Veränderungen im Alltagsleben der Gemeinde nach sich gezogen. So wurde der Sabbat vom Sonntag auf den Samstag verlegt. Da die Siebenten-Tags-Adventisten vor allem Schweinefleisch ablehnten, erfolgte eine fast vollständige Umstellung auf eine vegetarische Ernährung. Domestizierte oder freilaufende Schweine wurden zum Abschuss freigegeben, so dass diese binnen kürzester Zeit von der Insel verschwanden. Ebenso besteht seither auf der Insel eine Prohibition auf jede Form alkoholischer Getränke und Tabak.

### 1890 – Hundertjahrfeier und Anschluss an Schifffahrtsroute zwischen San Francisco und Norfolk

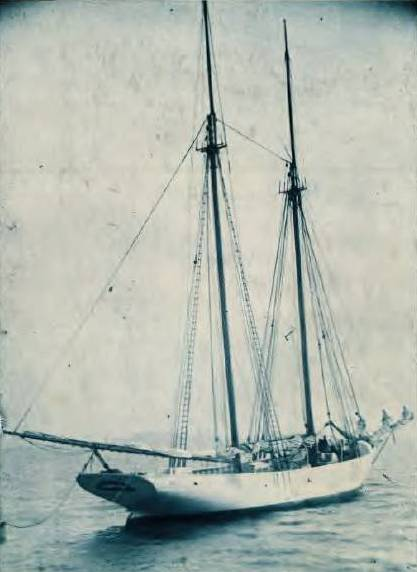
Der Schoner Pitcairn um 1900.

Am 23. Januar 1890 wurde auf Pitcairn die Hundertjahrfeier der Gemeinde begangen. Am 25. November desselben Jahres wurde die Insel erstmals von dem Missionsschiff Pitcairn angefahren, das auf einer festen Linie fahrend San Francisco mit Pitcairn und Norfolk verband und die Gemeinden so wieder einander näherbrachte. Auf diesem Schiff erreichte am 18. Februar 1893 die amerikanische Lehrerin Hattie Andre die Insel, die hier die Schulleitung übernahm und einen Kindergarten einrichtete. Noch im selben Jahr brach auf Pitcairn eine neue Influenza aus, an der zwölf Menschen starben.
Mit dem ersten Mordfall seit 1799 war Pitcairn am 17. Juni 1897 konfrontiert, als Harry Albert Christian (24) seine außereheliche Affäre Linda Warren (21) und ihre gemeinsame Tochter tötete und ihre Leichen über die Klippen im Ozean verschwinden ließ. Nach Widersprüchen in seinen Aussagen und Blutspuren an seiner Kleidung der Tat überführt wurde er in der auf Pitcairn abgehaltenen Gerichtsverhandlung für schuldig befunden und zur Todesstrafe verurteilt. Diese wurde am 8. Oktober 1898 in Suva auf Fidschi durch Hängen vollstreckt.
Bis zum Ende des 19. Jahrhunderts waren mit den Christians, McCoys und Youngs nur noch drei der ursprünglichen fünf Meutererfamilien auf Pitcairn vertreten, da von den Adams und Quintals keiner die Rückkehr von Norfolk unternommen hatte. Statt ihrer hatten sich nun die aus Amerika stammenden Familien der Warren, Butler und Coffin der Gemeinschaft angeschlossen. Durch die uneheliche Verbindung einer Warren mit einem fremden Seemann namens Brown, wurde auch dieser Name wieder auf der Insel etabliert.

### 1893–1904 – Versuch einer parlamentarischen Demokratie
Die Ankunft der HMS Champion unter Kapitän Rooke am 3. Oktober 1893 brachte auch eine Veränderung des politischen Systems für Pitcairn, das durch die Wahl eines eigenen Parlaments mit sieben Abgeordneten die Verfassung einer parlamentarischen Demokratie erhielt. Der Magistrat wiederum sollte zukünftig nicht mehr direkt, sondern vom Parlament gewählt werden. Exekutive und gesetzgebende Kompetenzen wurden voneinander getrennt. Der Parlamentarismus von Pitcairn währte nur zehn Jahre. 1904 bewertete der britische Konsul von Tahiti, R. T. Simons das parlamentarische System als zu umständlich für eine so kleine Gemeinde und ordnete die Wiederherstellung der Verfassung von 1838 an. Zugleich verfügte er die Einrichtung eines Schatzamtes, womit Pitcairn erstmals in seiner Geschichte einer Besteuerung unterworfen wurde. Erste und für lange Zeit auch einzige Steuer war eine jährliche Abgabe für den Besitz von Feuerwaffen.

## Weitere Entwicklungen seit Anfang des 20. Jahrhunderts
Administrativ war Pitcairn seit 1898 dem Büro des High Commissioner of the Western Pacific unterstellt, dass damals ex officio vom Gouverneur von Fidschi innegehalten wurde. Seit der Unabhängigkeit von Fidschi 1970 hat Pitcairn einen eigenen Gouverneur als Vertretung der Krone. Nach der Unabhängigkeit von Australien, Neuseeland und der Fidschi-Inseln ist Pitcairn als letztes Überseeterritorium des Vereinigten Königreichs im Pazifik verblieben. Das Amt des Magistrats wurde 1999 in Bürgermeister (Mayor) umbenannt.

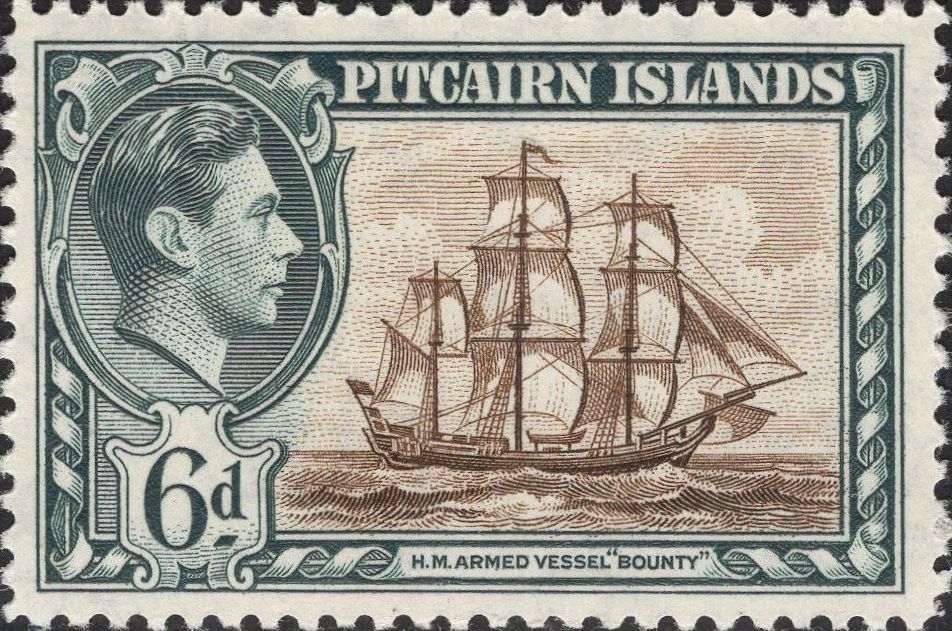
Eine der ersten 1940 ausgegebenen Briefmarken von Pitcairn.

1899 hatte der Schoner Pitcairn seinen Fahrdienst eingestellt, was erneut eine Zeit des unregelmäßigen Kontakts nach außen nach sich zog. Aber mit der Eröffnung des Panamakanals 1914 wurde diese beendet, da die Direktroute von Europa nach Neuseeland nun nah an Pitcairn vorbei verlief. Bis 1926 wurde nach Pitcairn adressierte Briefpost kostenfrei über das neuseeländische Auckland abgewickelt. Danach wurde vom neuseeländischen Postamt eine Gebühr erhoben, bis Pitcairn 1940 eine eigene Briefmarke veröffentlichte und ein eigenes Postamt eröffnete. Die bei Sammlern begehrten Briefmarken stellen seither eine wichtige Einnahmequelle für die Insel dar. 1939 nahm ein nach Pitcairn eingeheirateter Neuseeländer den Betrieb einer Radiostation auf, mit der die Insel in die Direktkommunikation mit der Außenwelt treten konnte. Die Station hatte bis zur Einführung der Satellitenkommunikation 1994 Bestand.
Bis zum Jahr 1937 hatte Pitcairn mit 233 gezählten Bewohnern den Zenit seiner Populationsentwicklung erreicht. Danach setzte ein kontinuierlicher Rückgang der Einwohnerzahl ein, die sich bis zum Ende des Jahrhunderts zwischen den Marken 40 bis 50 stabilisierte. Vor allem berufliche Gründe bewegten die jungen Pitcairner zur Emigrierung von der Insel, hauptsächlich nach Neuseeland und Australien. Die Geburtenrate auf der Insel nahm rapide ab, da werdende Eltern sich häufig für eine Geburt in den großen Nachbarstaaten entscheiden, um dem Kind mit einer damit verbundenen doppelten Staatsbürgerschaft ein visafreies Reisen nach Pitcairn zu ermöglichen.
Der Tourismus wurde in der zweiten Hälfte des 20. Jahrhunderts zu einer weiteren wichtigen Einnahmequelle für Pitcairn. Wie seit den Tagen von Mayhew Folger treten die Insulaner mit ihren Booten in Kontakt mit vorbeifahrenden Kreuzfahrtschiffen und laden ihre Passagiere bei akzeptablem Wellengang zum Besuch auf ihre Insel ein. Zu diesem Zweck wurde die Landestelle in der Bounty Bay mit einer – durch die EU mitfinanzierten – Mole ausgebaut, um die Anlandung nach Überwindung der Brandung leichter zu gestalten. Davor nutzten die Pitcairner dafür Ruderboote, die sie entweder gespendet oder auch selbst gebaut hatten. 1983 wurde der letzte Eigenbau zu Wasser gelassen, der 1995 außer Dienst gestellt wurde. Seither verfügt die Insel über zwei motorgetriebene Langboote aus Aluminium.
1971 wurde auf Pitcairn Maurice Bligh empfangen, ein direkter Nachfahre von Lieutenant William Bligh. In einer symbolischen Geste der Versöhnung mit den Nachfahren der Meuterer wurde ihm die Schiffsbibel der Bounty überreicht und von diesem sofort wieder zurückgegeben.
Zu Beginn des 21. Jahrhunderts geriet Pitcairn weltweit in negative Schlagzeilen, nachdem 2004 mehrere Fälle von gemeinschaftlich begangenen sexuellen Missbrauchs an Minderjährigen aufgedeckt wurden. Zwölf Personen, sechs davon auf der Insel lebend, wurden angeklagt – darunter der damalige Bürgermeister. Eigens für den Prozess wurde in Neuseeland der Pitcairn Supreme Court eingerichtet und mit neuseeländischen Richtern besetzt. Die schuldig gesprochenen Täter mussten auf Pitcairn ihr eigenes Gefängnis bauen, aus dem sie aber regelmäßig Freigang erhielten, da Personal für die Bedienung der Langboote benötigt wurde. Seit Verbüßung der letzten Haftstrafe dient das Gefängnis als Touristenherberge.
Der Austritt des Vereinigten Königreichs aus der Europäischen Union (Brexit) 2016 ging für Pitcairn mit einem Verlust des Zugangs zum europäischen Binnenmarkt und der Zuwendungen aus dem europäischen Entwicklungsfonds einher. Seither ist die Insel, die nur ein geringes Bruttoinlandsprodukt aufweisen kann, auf Subventionen des britischen Staates angewiesen.
2003 verzeichnete die Insel ihre erste Geburt nach siebzehn Jahren. Während der COVID-19-Pandemie auf Pitcairn wurden 2022 vier Infektionen gemeldet. 2023 wurde mit Simon Young der erste nichtgebürtige Pitcairner zum Bürgermeister gewählt. Er ist kein Nachkomme des Meuterers Edward Young.

## Überlieferungen

### Briefe
- Lieutenant William Fitzmaurice am 29. September 1808 in Valparaiso an Sir Sidney Smith zu Rio de Janeiro – Voyage de Dentrecasteaux, in: The Quarterly Review, Vol. III, No. 5 (1810), S. 23 f.
- Sir Thomas Staines am 18. Oktober 1814 in Valparaiso an Vizeadmiral Sir Manley Dixon – The Naval Chronicle, Vol. XXXV (1816), S. 19 f.
- Mayhew Folger am 1. März 1813 auf Nantucket an Admiral Henry Hotham – The Naval Chronicle, Vol. XXXV (1816), S. 18 f.
- John Henderson am 15. Juli 1819 in Diamond Harbour an die britische Kolonialgesellschaft zu Calcutta – Pitcairn’s Island, in: The Evangelical Magazine and Missionary Chronicle, Vol. I (1823), S. 160.
- Com. Alexander Sandilands am 9. April 1831 auf See an den Vizegouverneur von New South Wales – Journal of the Royal Geographical Society of London, Vol. III (1833), S. 162 ff.
- Captain Fremantle am 30. Mai 1833 auf See – Journal of the Royal Geographical Society of London, Vol. III (1833), S. 164–167.

### Erzählungen
- Teehuteatuaonoa („Jenny’s Account I“) nach einem anonymen Autor – Sydney Gazette and New South Wales Advertiser, 17. Juli 1819.
- Teehuteatuaonoa („Jenny’s Account II“) nach Henry Nott – Bengal Hurkaru, 2. Oktober 1826 & United Service Journal and Naval and Military Magazine (1829), Part II, S. 589–593.

### Erfahrungsberichte
- Beechey, Frederick W., Narrative of a Voyage to the Pacific and Beering’s Strait. London 1831.
- Bennett, Frederick D., Narrative of a whaling voyage round the globe, from the year 1833 to 1836. London 1840.
- Brodie, Walter, Pitcairn’s Island and the islanders, in 1850. London 1851.
- Buffett, John, A Narrative of 20 years’ Residence on Pitcairn’s Island. In: The Friend, Vol. IV (1846), S. 2–3, 20–21, 27–28, 34–35, 50–51, 66–68.
- Delano, Amasa (nach Mayhew Folger), A Narrative of Voyages and Travels, in the Northern and Southern Hemispheres. Boston 1817.
- Dillon, Peter (nach Philip Pipon), Narrative and Successful Result of a Voyage in the South Seas. London 1829.
- Fremantle, Charles, Despatch from Capt. Fremantle on the Pitcairners’ return to Pitcairn from Tahiti. In: Journal of the Royal Geographical Society of London, Vol. III (1833), S. 164–167.
- Henderson, John, Pitcairn's Island. In: The Calcutta Journal or Political, Commercial, and Literary Gazette, Vol. IV, No. 139 (1819), S. 261–263.
- King, Henry, Extract from the Journal of Captain Henry King of the Elizabeth. In: Edinburgh Philosophical Journal, Vol. III (1820), S. 380–388.
- Kotzebue, Otto v., Neue Reise um die Welt in den Jahren 1823, 24, 25 und 26. 2 Bände, Weimar 1830.
- Lucett, Edward, Rovings in the Pacific from 1837 to 1849: with a glance at California. Vol. 2, London 1851.
- Moerenhout, Jacques-Antoine, Voyages aux îles du Grand Océan. 2 Bände, Paris 1837. (Online Bd. 1), (Online Bd. 2).
- Orlebar, John, A midshipman’s journal, on board H.M.S. Seringapatam during the year 1830: containing brief observations on Pitcairn’s Island and other Islands in the South Sea. London 1833.
- Pipon, Philip, The Descendants of the Bounty’s Crew. In: The United Service Journal and Naval and Military Magazine (1834), S. 191–198.
- Raine, Thomas, Narrative of a Visit to Pitcairn’s Island, in the ship Surry, 1821. In: Australian Magazine, Vol. I (1821), S. 80–84, 109–114.
- Shillibeer, John, A Narrative of The Briton’s Voyage to Pitcairn’s Island. Taunton 1817.
- Staines, Sir Thomas, Account of the Descendants of Christian and other Mutineers of the Bounty. In: Naval Chronicle, Vol. XXXIII (1815), S. 217 f.
- Topliff, Samuel (nach Reynolds und Downes), Pitcairn Island. In: The Salem Gazette (1821, 16. Januar), S. 2.
- Waldegrave, William, Extract of Journal kept by Captain William Waldegrave of HMS Seringapatam, March, 1830. In: Journal of the Royal Geographical Society of London, Vol. III (1833), S. 156–162.
- Worth, Henry J., Pitcairn's Island. In: Colonial Church Chronicle and Missionary Journal, Vol. III, No. 35 (1850), S. 414–419.